# Kerguelen
|                     |                                                              |
| Basisdaten          |                                                              |
| Verwaltung:         | Französische Süd- und Antarktisgebiete                       |
| Forschungsstation:  | Port-aux-Français                                            |
| Bewohner:           | rund 60, im Sommer 120                                       |
| Geographische Lage: | 49° 20′ S, 69° 20′ O                                         |
| Fläche:             | 7215 km²                                                     |
| höchste Erhebung:   | Mont Ross (1850 m)                                           |
| längster Fjord:     | Baie de Recques (21 km)                                      |
| größter See:        | Lac Marville (25 km²)                                        |
| größte Insel:       | Île Kerguelen / Grande Terre (6675 km²)                      |
| größter Gletscher:  | Cook-Gletscher / Calotte Glaciaire Cook (403 km²)            |
| Währung:            | Euro (EUR)                                                   |
| Entdeckung:         | 12. Februar 1772, durch Yves Joseph de Kerguelen de Trémarec |
| Website:            | www.taaf.fr/-District-de-Kerguelen-                          |
|                     |                                                              |
|                     |                                                              |

Der Kerguelen-Archipel [kɛʁˈɡeːlən] (auch „Kerguelen“ oder „die Kerguelen“) ist eine subantarktische Inselgruppe im südlichen Indischen Ozean. Sie ist Teil der Französischen Süd- und Antarktisgebiete (TAAF). Seit dem 19. Jahrhundert trägt sie den Namen ihres Entdeckers, des französischen Konteradmirals Yves Joseph de Kerguelen de Trémarec. Der Archipel liegt 1261 Kilometer östlich der Crozetinseln und 422 Kilometer nordwestlich des australischen Außengebiets Heard und McDonaldinseln.
Mit Ausnahme der Forschungsstation Port-aux-Français ist der Kerguelen-Archipel unbewohnt. Die Station wurde 1949 für den permanenten Betrieb eingerichtet und liegt im Osten der Hauptinsel auf der Péninsule Courbet, am Golfe du Morbihan.
Im Jahr 2019 wurde die Inselgruppe, als Bestandteil der französischen Südgebiete und -meere, zum UNESCO-Weltnaturerbe erklärt.

## Allgemeines

### Lage
Der Archipel liegt im südlichen Indischen Ozean auf 49° südlicher Breite und 70° östlicher Länge, 3981 km von Australien, 3782 km von der südafrikanischen Küste und etwa 2000 km vom antarktischen Festland entfernt.
Die Inselgruppe, wie viele der subantarktischen Inseln eine sehr abgelegene Region, ist bis heute nur auf dem Seeweg erreichbar, weil es keine Landebahn für Flugzeuge gibt. Wegen der Unzugänglichkeit der Inseln können die meisten Regionen des Archipels nur mit dem Hubschrauber aufgesucht werden. Von November bis März läuft das 1995 gebaute Forschungs- und Versorgungsschiff Marion Dufresne II die Kerguelen-Inselgruppe, die Crozetinseln und die Inseln Sankt Paul und Amsterdam von Réunion aus an. Die Überfahrt auf dem 120,5 m langen Schiff des Institut Polaire Français Paul-Émile Victor (IPEV) dauert im Schnitt acht bis zehn Tage.

### Geologie
Der Kerguelen-Archipel ist eine der ältesten Inselgruppen der Welt. Er bildete sich vor etwa 40 Millionen Jahren aufgrund vulkanischer Aktivität; unter der Inselgruppe liegt im Erdmantel ein so genannter Plume. Die Inseln liegen auf dem Kerguelenplateau, einem unterseeischen Gebirge, das 3700 m über den umgebenden Meeresboden hinausragt. Die Inseln sind – mit Heard und den McDonald-Inseln – eine der drei Stellen, an denen sich das Kerguelenplateau bzw. der größere Kerguelen-Gaussberg-Meeresrücken über die Wasseroberfläche erhebt. Die gewaltige Vulkantätigkeit, die die Inseln im Verlauf der Erdgeschichte immer wieder umgeformt hat, hat sich seit Beginn des Quartärs mehr und mehr abgeschwächt.

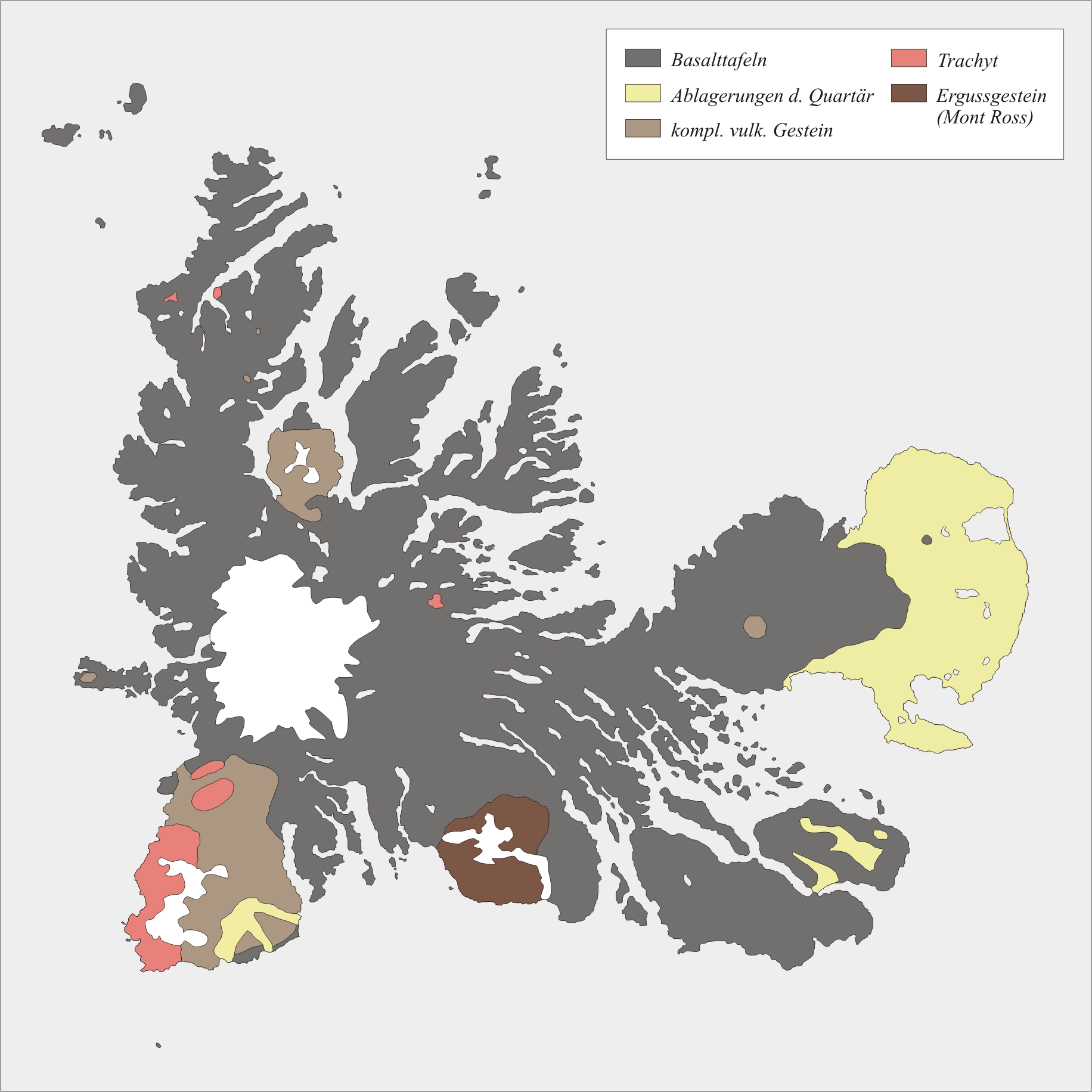
Geologische Übersichtskarte von Kerguelen

Periodisch wiederkehrende Wechsel zwischen Kaltzeiten und wärmeren Phasen, in denen sich ein dichterer Bewuchs entwickeln konnte, bestimmen seither das pflanzliche und tierische Leben auf den Kerguelen-Inseln. Kohlefunde und Pflanzenfossilien wie versteinerte Baumreste lassen darauf schließen, dass hier unter klimatisch günstigeren Bedingungen im Quartär sogar Wälder wuchsen.
Der vulkanische Ursprung des Archipels zeigt sich vor allem in den Basaltdecken, die etwa 85 Prozent des Archipels bedecken und teilweise eine Mächtigkeit von 1.000 m erreichen. Erosion durch Wind und Wasser hat hier vielerorts in den Tafelbergen tiefe Talzüge, pyramidenartige Bergkuppen oder Felsnadeln geschaffen. Freigelegte Intrusivgesteine wie Syenit bestimmen vor allem den geologischen Aufbau der südwestlichen Halbinsel Rallier du Baty.

### Geographie

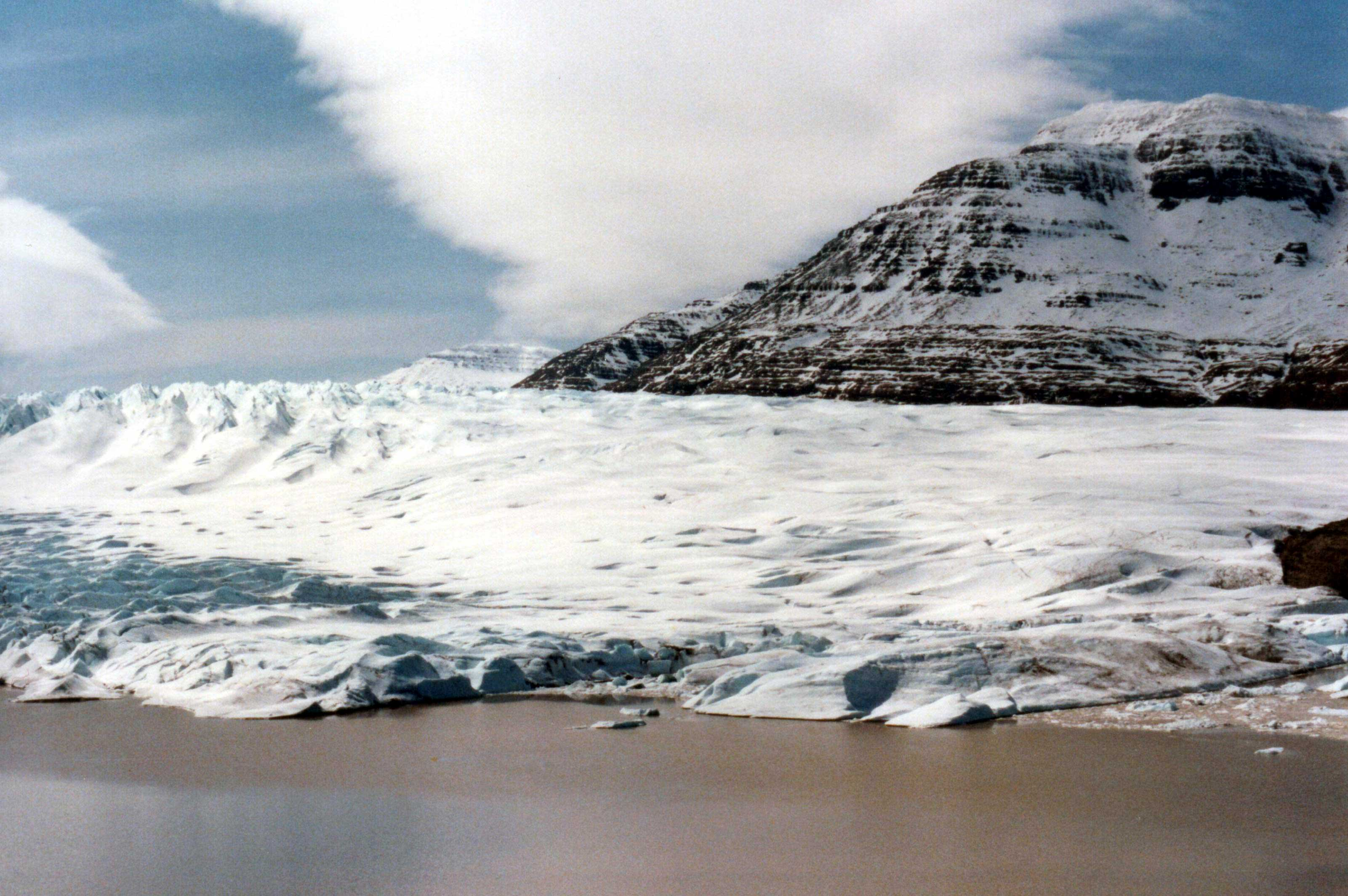
Südende des Cook-Gletschers (1983)

Der Kerguelen-Archipel hat eine Gesamtfläche von 7215 km² (und ist damit fast so groß wie die Kanaren). 6675 km² entfallen auf die Hauptinsel Île Kerguelen (Grande Terre). Vom Îlot du Rendez-vous am nördlichsten Punkt bis zur Île de Boynes ganz im Süden sind es 174 km, west-östlich erstreckt sich der Archipel von den Îles de la Fortune zum Cap Ratmanoff 158 km weit. Die mittlere Höhe der Inseln liegt bei 300 m. Ihr Erscheinungsbild ist jedoch von weiten Basalttafellandschaften von 400 bis 600 m Höhe geprägt. Fjorde schneiden tief ins Innere der Inseln ein, die von gewaltigen, zum Teil vergletscherten Tälern durchzogen sind, welche von Steilhängen eingefasst werden. Zahlreiche Vulkangipfel überragen die Inseln, darunter der Mont Ross (Grand Ross: 1850 m, Petit Ross: 1721 m) auf der Halbinsel Gallieni, der 1975 erstmals bestiegene höchste Berg des Archipels.
Von der einst vollständigen Vergletscherung Kerguelens haben sich heute nur noch isolierte Eiskappen erhalten. Die größte ist der den Westteil der Insel bedeckende Cook-Gletscher (Calotte Glaciaire Cook) mit einer Gesamtfläche von 403 km² im Jahr 2003 (sechs Prozent der Fläche von Grande Terre), der zahlreiche Gletscherzungen in die umliegenden Täler und Buchten ausstreckt. Auch um den Mont Ross im Massif Gallieni und um die Berggipfel auf der Halbinsel Rallier du Baty sind noch große Teile der Gebirgsmassive vergletschert.
Der Rückgang der Gletscherflächen seit dem Ende der letzten Kaltzeit hat zahlreiche sehr langgestreckte Gletscherseen hinterlassen, z. B. den Lac d’Entr’Aigues (9 km²), den Lac Bontemps (7 km²), den Lac Hermance (6 km²) sowie den Lac Sibelius (alle im Plateau Central zwischen den Halbinseln Courbet und Jeanne d’Arc). Der mit 25 km² flächengrößte Lac Marville liegt am nordöstlichen Ende der Halbinsel Courbet. Die abnehmenden Eisflächen haben zudem von vielfach verzweigten Flüssen durchzogene weite, sandige Talflächen hinterlassen, die sich vor allem auf der Halbinsel Rallier du Baty und um die Ausläufer des Cook-Gletschers erstrecken.
Insgesamt gehören zum Archipel etwa 400 Inseln, von denen nach Grande Terre (deutsch Großes Land) die Île Foch und die Île Saint-Lanne Gramont im nördlichen Teil der Inselgruppe die größten sind. Die Küsten sind überwiegend felsig und fallen steil ab. Im Durchschnitt liegen die Inselränder fast 200 m über dem Meer, teilweise erreichen sie sogar Höhen um 800 m wie am Cap des Aiguilles (deutsch Nadelkap) und am Cap du Challenger (beide an der Südküste der Halbinsel Jeanne d’Arc).

### Geographische Gliederung

#### Inseln
|    | Île Kerguelen (Grande Terre)                 | 1  | Île Foch                                                 |
| 2  | Île Saint-Lanne Gramont                      | 3  | Île du Port                                              |
| 4  | Île de l’Ouest                               | 5  | Île Longue                                               |
| 6  | Île Howe                                     | 7  | Île Mac Murdo                                            |
| 8  | Île Australia                                | 9  | Îles Nuageuses (Île de Croÿ, Île du Roland, Îles Ternay) |
| 10 | Îles Leygues (Île de Castries, Île Dauphine) | 11 | Îles du Prince de Monaco                                 |
| 12 | Île Violette                                 | 13 | Île Haute                                                |
| 14 | Île Gaby                                     | 15 | Île Altazin                                              |

#### Halbinseln
| 1  | Péninsule Courbet                      | 2  | Péninsule Rallier du Baty  |
| 3  | Péninsule Gallieni                     | 4  | Péninsule Loranchet        |
| 5  | Presqu’île Jeanne d’Arc                | 6  | Presqu’île Ronarc’h        |
| 7  | Presqu’île de la Société de Géographie | 8  | Presqu’île Joffre          |
| 9  | Presqu’île du Prince de Galles         | 10 | Presqu’île du Gauss        |
| 11 | Presqu’île Bouquet de la Grye          | 12 | Presqu’île d’Entrecasteaux |
| 13 | Presqu’île du Bougainville             | 14 | Presqu’île Hoche           |

### Île Kerguelen (Grande Terre)

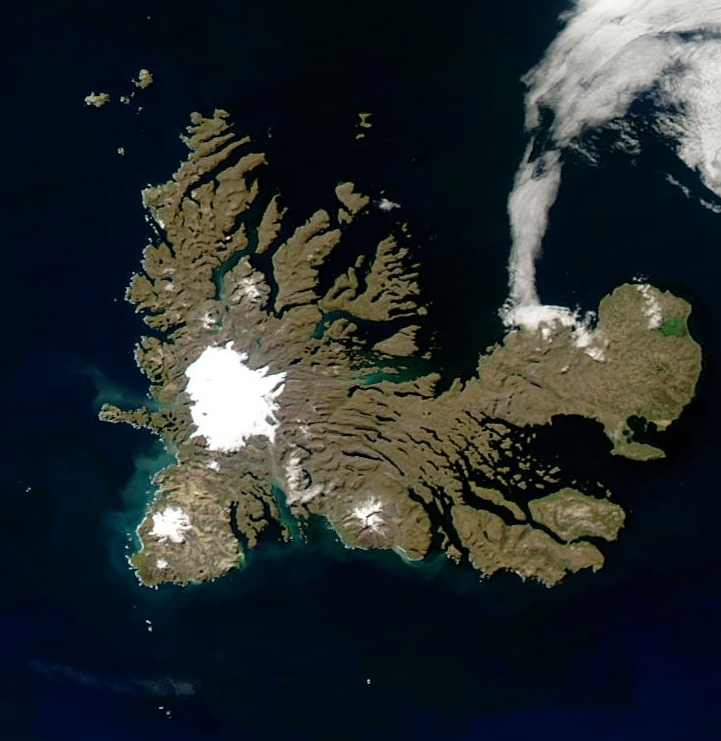
Satellitenfoto von Kerguelen (NASA)

Die Hauptinsel Île Kerguelen (auch Grande Terre) hat eine Fläche von 6675 km², das sind etwa 92,5 Prozent der Gesamtfläche der Inselgruppe. Damit ist sie so groß wie das österreichische Bundesland Salzburg. Die Insel misst etwa 134 Kilometer von Osten nach Westen und hat eine Nord-Süd-Ausdehnung von 120 Kilometern.
Auffällig ist vor allem die starke Zerklüftung der Insel – ein zerrissenes Gebilde aus mehreren großen Halbinsel-Ausläufern, die teilweise nur durch filigrane Isthmen mit der zentralen Insel verbunden sind, und dem andere kleinere Inseln vorgelagert sind. Wegen der oft weit einspringenden Küstenlinie ist kein Punkt der Insel weiter als 21 Kilometer vom Meer entfernt.

#### Péninsule Courbet
Die Halbinsel Courbet, benannt nach dem französischen Admiral Amédée-Anatole Courbet (1827–1885), ist die nach Fläche größte Halbinsel und durch eine sehr uneinheitliche Topografie gekennzeichnet. Während der gebirgige Westen Höhen bis zu 979 m (Mont Crozier) erreicht und tief einschneidende Täler die Höhenzüge zergliedern (Val Studer, Val de l’Ouest), erhebt sich der Osten nur wenig über den Meeresspiegel, und seine teils sandigen oder kiesbedeckten Ufer weisen breite Strände wie am Cap Ratmanoff auf. Der an der Ostküste gelegene Lac Marville ist der größte der zahlreichen Seen auf Kerguelen.
Die sich von Westen nach Osten über 54 Kilometer erstreckende Halbinsel wird im Norden vom Golfe des Baleiniers (deutsch Walfängerbucht) und im Süden von der weiten, mit etwa fünfzig größeren und kleineren Inseln (z. B. Île Australia, Île Haute) übersäten Bucht des Golfe du Morbihan begrenzt. Der Golfe du Morbihan (700 km²) ist vor dem rauen Klima des Archipels recht gut geschützt; die bis zu acht Kilometer breite Meeresstraße der Passe Royale verbindet ihn mit dem Indischen Ozean.
Wegen der geschützten Lage wurde die dauerhafte französische Forschungsstation Port-aux-Français im Jahre 1949 am Golfe du Morbihan errichtet. Bis 1976 wurde sie erweitert, um die Inseln umfassend wissenschaftlich erforschen zu können. Zur Station gehören die Kirche Notre-Dame des Vents und ein Krankenhaus. Etwa 60 Menschen leben und arbeiten hier das ganze Jahr über; während des Sommers (Dezember bis März) steigt die Zahl der Beschäftigten auf rund 120 Personen. In der Station und in ihrer Umgebung verlaufen einzelne Schotterpisten, es sind die einzigen Straßen der Insel.

#### Presqu’île Jeanne d’Arc

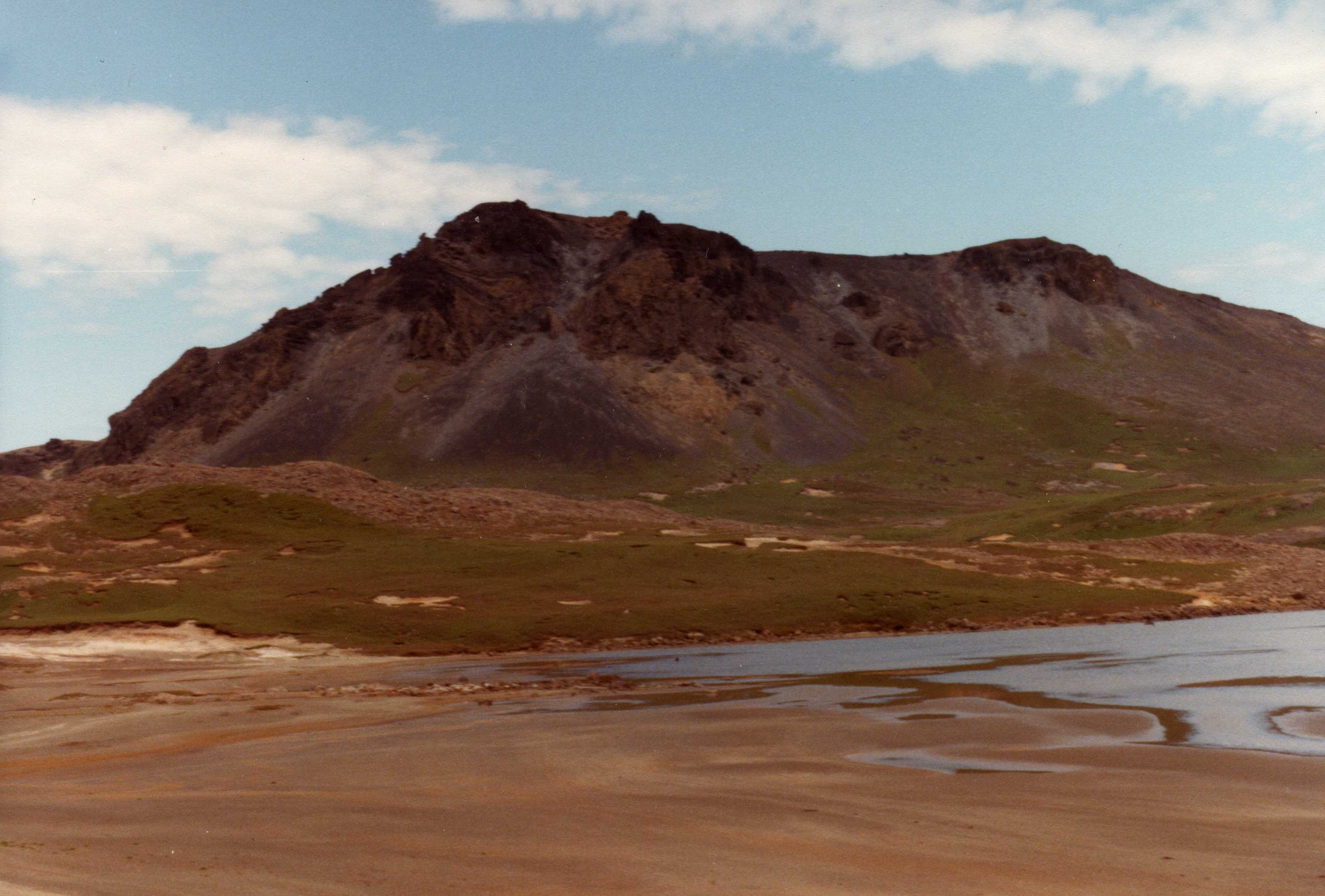
Volcan du Diable, Plateau Central

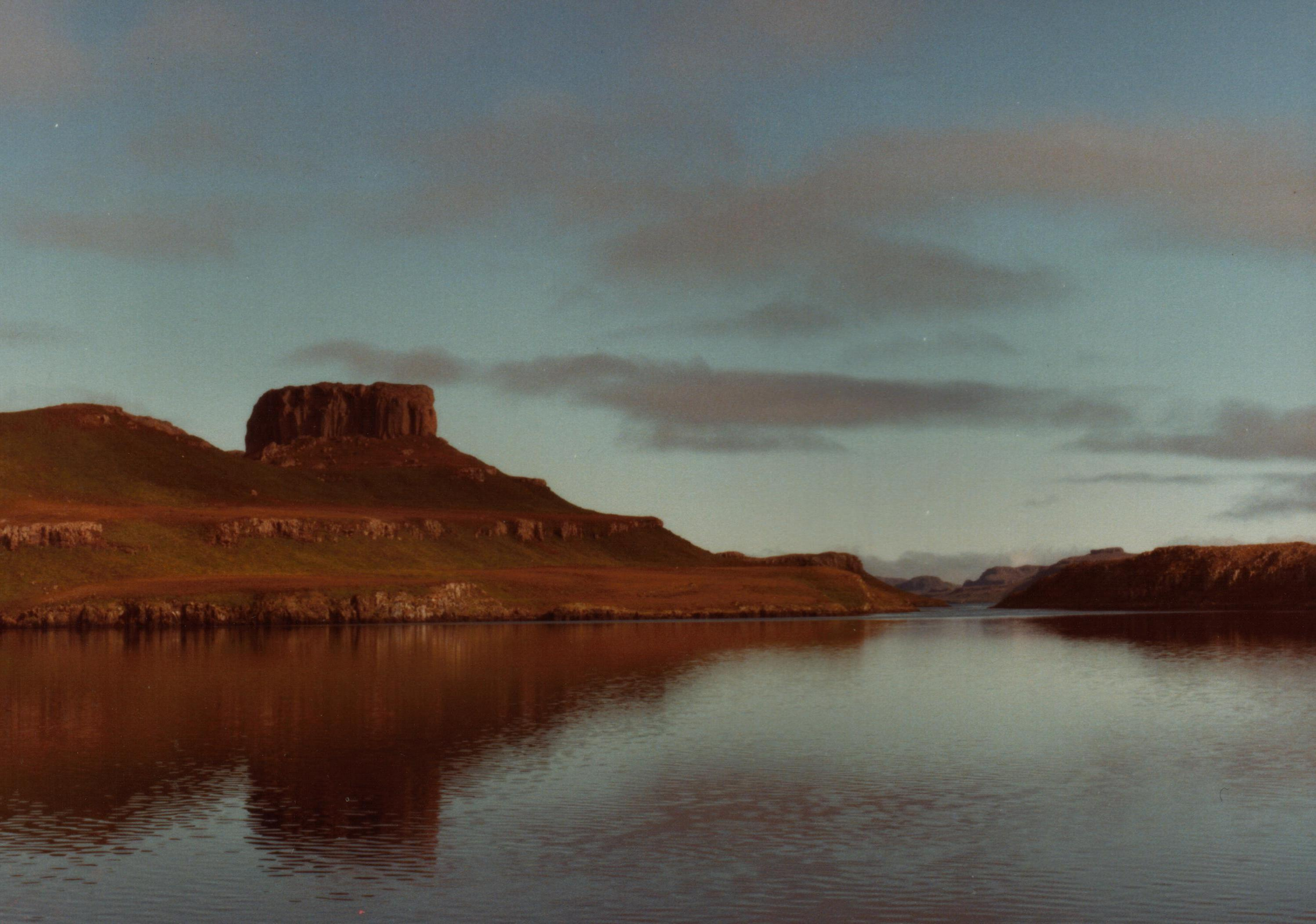
Golfe du Morbihan

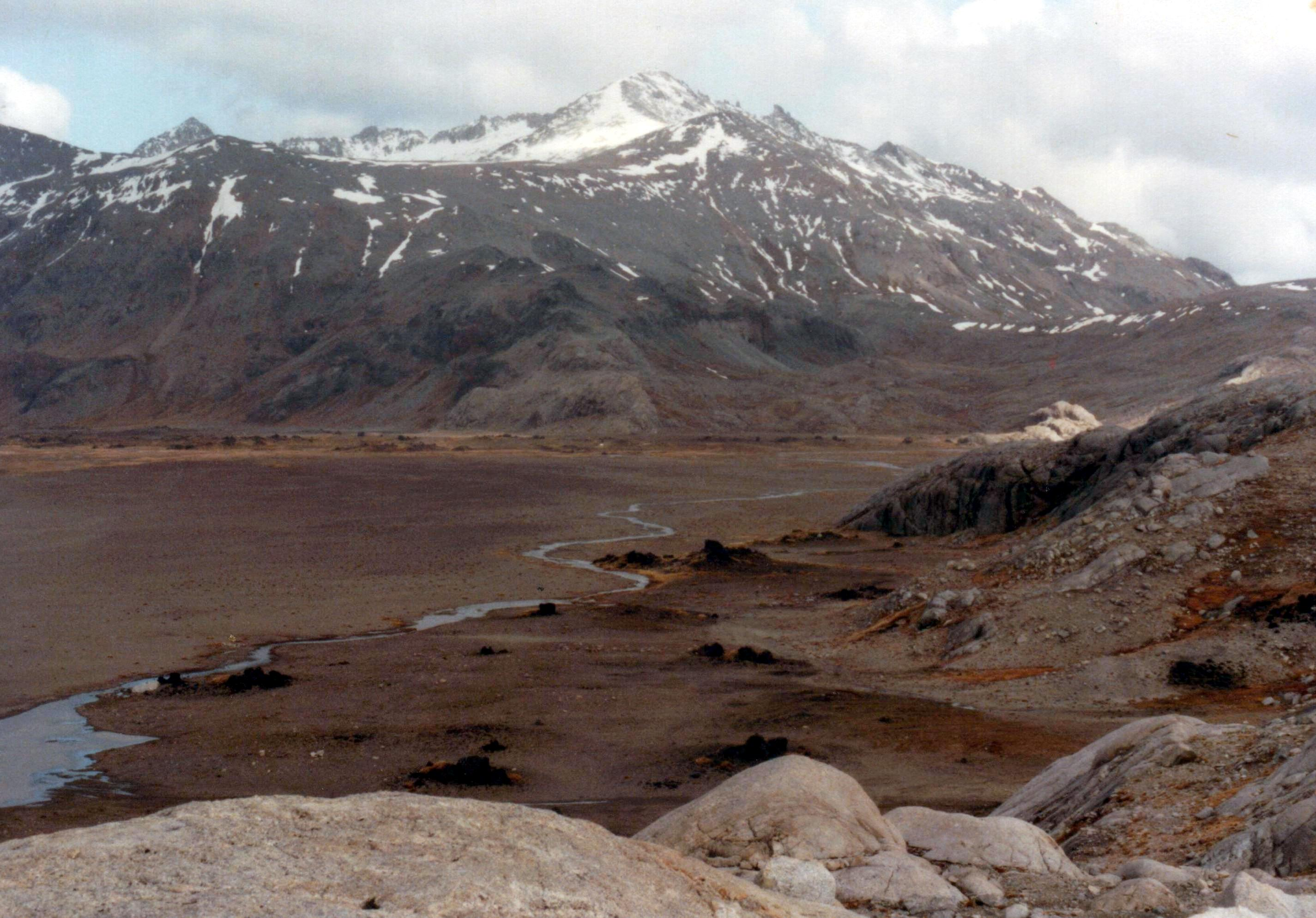
Péninsule Rallier du Baty

Die nach der französischen Nationalheldin und Heiligen Jeanne d’Arc (1412–1431) benannte Halbinsel Jeanne d’Arc ist nur über eine etwa 500 m breite Landenge mit der Hauptinsel Grande Terre verbunden und begrenzt den Golfe du Morbihan im Süden.
Weite Hochplateaus überragen hier schmale, feuchtnasse, langgestreckte Täler. Am Südrand fällt die Halbinsel in einer von zahlreichen Klippen und Felsnadeln gesäumten Steilküste zum Meer hin ab und endet am Cap du Challenger, dem südlichsten Punkt der Hauptinsel. Die höchsten Erhebungen sind der Mont Tizard (844 m) an der Baie des Licornes und der Mont Evans (718 m) an der Baie Sauvage (deutsch Wilde Bucht). Im Westen grenzt die Halbinsel an die Baie des Swains mit ihren zwei größeren Inseln Île Altazin und Île Gaby.
Im Nordwesten der Halbinsel liegt Port-Jeanne-d’Arc, eine 1906 von norwegischen Walfängern errichtete Fang- und Verarbeitungsstation. Die Siedlung bestand aus vier Wohngebäuden mit Wellblechdächern und Holzwänden, einem Stall, mehreren Heizkesseln und anderen technischen Anlagen und verfiel späterhin völlig. Seit dem Jahr 2000 finden umfangreiche Restaurierungsmaßnahmen statt.

#### Presqu’île Ronarc’h
Die Halbinsel Ronarc’h [ˈrɔnarx], benannt nach dem französischen Admiral Pierre Alexis Ronarc’h (1865–1940), ist durch einen schmalen Isthmus, den Halage des Naufragés, mit der Halbinsel Jeanne d’Arc im Süden verbunden. Die Höhenzüge der Halbinsel fallen von den zentralen Erhebungen des Mont Wyville Thomson (937 m) und des Mont Rouge (529 m) zum Meer hin ab. Eine auffällige Erscheinung ist vor allem die 744 m hohe, kegelförmige Vulkanruine Le Pouce (deutsch der Daumen). Am Nordrand der Ronarc’h befindet sich Port-Douzième mit einer Hütte und einer geomagnetischen Station.

#### Péninsule Gallieni
Südöstlich des Cook-Gletschers schließt die Halbinsel Gallieni (Joseph Gallieni, 1849–1916, französischer General und Kriegsminister) an die Hauptinsel Grande Terre an. Sie erstreckt sich auf einer Länge von 34 Kilometern zwischen der Baie des Swains und der Baie d’Audierne. Den Nordrand der Gallieni bildet der Lac d’Entr’Aigues, der nach Fläche zweitgrößte See Kerguelens. Große Teile der Halbinsel sind vom hoch aufragenden Massif Gallieni geprägt, das vom dominanten Doppelgipfel des Mont Ross (1850 m) sowie dem Dôme du Père Gaspard (1063 m) und der Pyramide Noire (996 m) gekrönt ist. Imposante Basaltformationen finden sich zahlreich auf der Halbinsel. Unter ihnen ragt am Westrand der Halbinsel in der Baie Larose der 235 m hohe Doigt de Sainte-Anne (deutsch Finger der Heiligen Anna) heraus, zu dessen Füßen eine der größten Königspinguinkolonien der Inseln nistet.

#### Péninsule Rallier du Baty
Den südwestlichen Abschluss der Hauptinsel bildet die Halbinsel Rallier du Baty, die nach den Brüdern Henri (1879–1915) und Raymond (1881–1978) Rallier du Baty, die erstmals eine exakte Kartographie der Kerguelen-Inseln vornahmen, benannt wurde. Sie wird eingefasst von der mit vielen zerklüfteten Halbinseln übersäten Baie d’Audierne und der weiten Baie Bretonne. Während der Ostteil der Halbinsel durch weite Täler und flache, von Flüssen durchzogene Moränenlandschaften geprägt ist, wird der Westen von bis zu 1262 m (Mont Henri) hohen, teils vergletscherten Gebirgsmassiven durchzogen. Der Rückgang der Gletscher hinterließ im Osten großflächige sandige Ebenen (z. B. Vallée des Sables), aus denen nur vereinzelte Bergkuppen herausragen.

#### Péninsule Loranchet
Die nach Jean Loranchet (1888–1966, Erster Offizier der zweiten Kerguelen-Expedition unter Raymond Rallier du Baty) benannte schwer zugängliche Halbinsel Loranchet liegt im Norden von Grande Terre. Fjorde und Buchten schneiden hier tief ins Landesinnere und verzweigen sich dabei noch vielfach (Baie de Recques mit 21 km Länge). Die sich etwa 54 Kilometer weit nach Norden erstreckende Halbinsel wird durch schmale Meeresstraßen im Osten von der Halbinsel Société de Géographie und der Insel Saint-Lanne Gramont, im Nordwesten durch den Chenal du Jean-Baptiste Charcot von den Îles Nuageuses getrennt.
Am nördlichsten Punkt der Loranchet liegt in der Baie de l’Oiseau (deutsch Vogelbucht) die historische geomagnetische Station Port-Christmas, in der James Cook Weihnachten 1776 vor Anker ging. Am Südostende der kleinen Bucht stand ehedem die berühmteste Felsformation des Archipels, der natürlich entstandene, frei stehende Brückenbogen des Arche des Kerguelen, der aber zwischen 1908 und 1913 eingestürzt ist. Die bis heute erhaltenen Felsstümpfe des Bogens wirken immer noch beeindruckend.

#### Presqu’île de la Société de Géographie
Die 14 Kilometer lange und 11 Kilometer breite „Halbinsel der Geographiegesellschaft“, benannt nach der 1821 gegründeten Société de Géographie, wird eingefasst von der Halbinsel Loranchet im Westen und der Île Foch im Osten. Das teils vergletscherte Bergmassiv wird von den Gipfeln des Mont Richards (1081 m) und des Mont Pietri (941 m) überragt.

#### Presqu’île Joffre
Fächerförmig breitet sich diese nach dem französischen General Joseph Joffre (1852–1931) benannte Halbinsel zwischen der Île Foch im Westen und der Île du Port im Süden in die westlichen Gewässer des Golfe des Baleiniers aus. Die starke Zerklüftung der Hauptinsel wird auf der Joffre-Halbinsel besonders deutlich, und die zahlreichen vorgelagerten Inseln und Klippen verstärken noch dieses Bild. Ihren höchsten Punkt erreichen die Höhenzüge der Halbinsel im Mont Dr. Récamier (451 m).

#### Presqu’île Bouquet de la Grye

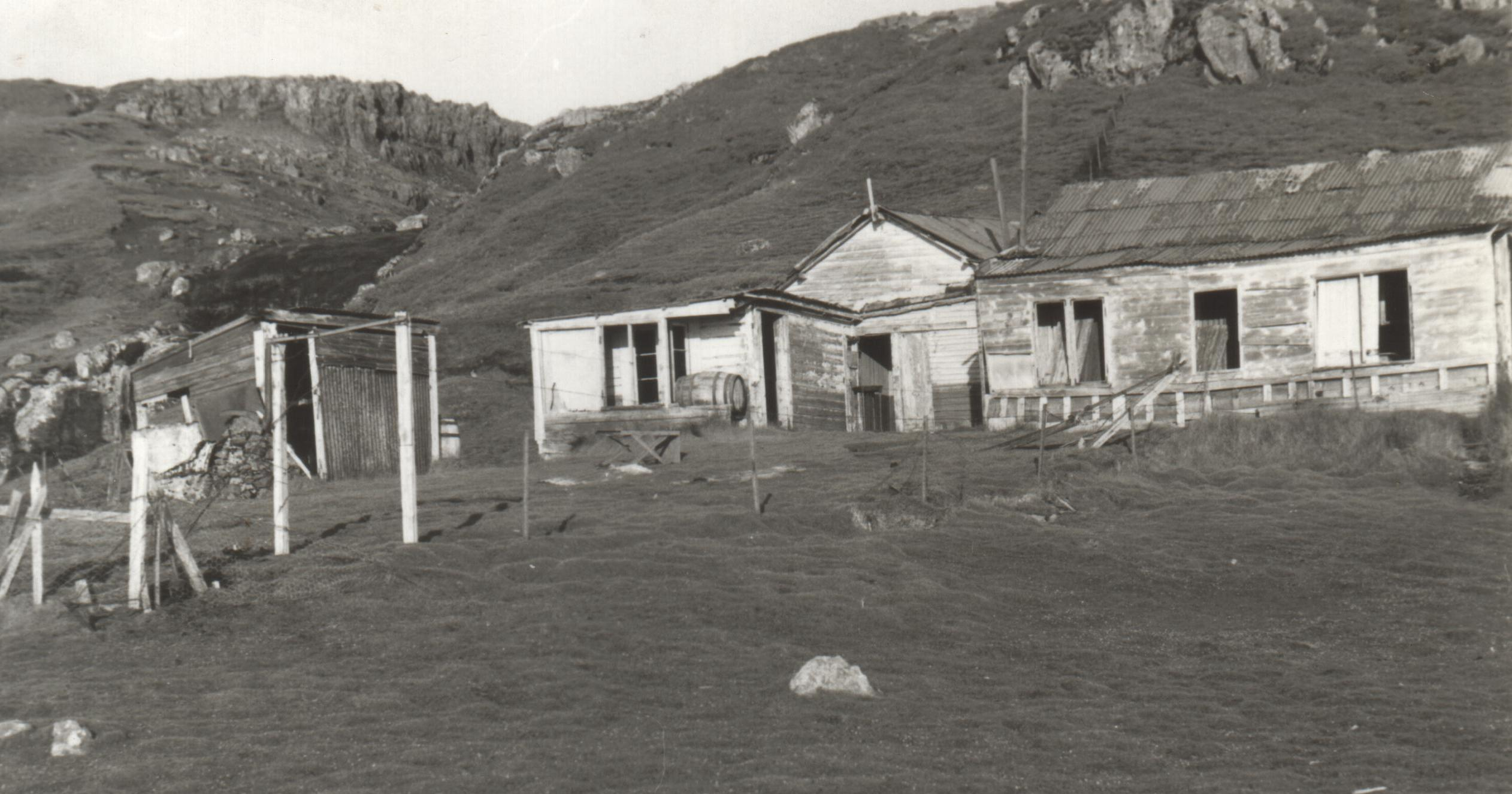
Port-Couvreux, Presqu’île Bouquet de la Grye

Die kleinere Halbinsel Bouquet de la Grye, benannt nach Anatole Bouquet de La Grye (1827–1909), französischer Ingenieur und Präsident der Académie des sciences (1902), liegt zwischen Cook-Gletscher im Westen und der Courbet-Halbinsel im Osten. Zu ihr gehört der drittgrößte See der Inseln, der Lac Bontemps.
Am Ostende der sich über 19 Kilometer erstreckenden Landzunge liegt die ehemalige Schafzuchtstation Port-Couvreux, die heute in einem ruinösen Zustand ist. Ab 1912 wurde hier zu Siedlungszwecken die Züchtung dieser Haustiere vorangetrieben, die aber 1931 endgültig eingestellt werden musste.

## Klima
|                        | Jan  | Feb  | Mär  | Apr  | Mai  | Jun  | Jul  | Aug  | Sep  | Okt  | Nov  | Dez  |   |       |
| Mittl. Temperatur (°C) | 7,2  | 7,5  | 7,0  | 5,6  | 3,7  | 2,4  | 2,0  | 2,0  | 2,2  | 3,3  | 4,7  | 6,3  | ⌀ | 4,5   |
|                        |      |      |      |      |      |      |      |      |      |      |      |      |   |       |
| Niederschlag (mm)      | 48,9 | 45,5 | 59,4 | 67,0 | 69,0 | 56,2 | 65,1 | 66,7 | 65,3 | 54,6 | 52,6 | 57,6 | Σ | 707,9 |

|  |

|  |

|  |

|  |

|  |

|  |

|  |

|  |

|  |

|  |

|  |

|  |

|  |

|  |

|  |

|  |

|  |

|  |

|  |

|  |

|  |

|  |

|  |

|  |

Der Archipel liegt nach solaren Kriterien am polnahen Rand der kühlgemäßigten Klimazone (etwa auf dem gleichen Breitengrad wie London auf der Nordhalbkugel, klimatisch jedoch eher vergleichbar mit der Südküste Islands). Aufgrund des prägenden ozeanischen Einflusses – der über das Jahr nur sehr geringe Temperaturschwankungen und permanente Feuchtigkeit verursacht – wird die thermische Zuordnung uneinheitlich von kühl- über kaltgemäßigt bis (sub)polar vorgenommen. Nach Köppen & Geiger herrscht Tundrenklima, da der wärmste Monat zwischen 0 ° und 10 °C liegt. Eine genauere hygrothermische Zuordnung nehmen Troll & Paffen vor: Demnach handelt es sich um ein subpolares, hochozeanisches Klima mit Jahresschwankungen unter 13 K, mäßig kalten, schneearmen Wintern und kühlen Sommern.
Das Klima ist kalt und windig, eine Folge der globalen Nord-Süd-Asymmetrie (siehe die Anmerkung bei Falklandinseln). Die durchschnittliche Temperatur des wärmsten Monats (Februar) liegt bei 7,5 °C, die der kältesten Monate (Juli/August) bei 2,0 °C. Die Jahresdurchschnittstemperatur liegt bei 4,5 °C; die Temperaturen steigen im Sommer nur selten über 10 °C und fallen im Winter selten unter −10 °C. Damit hat Kerguelen ein ausgesprochen ozeanisches Klima. Die Wintertemperaturen sind höher als in Deutschland, die Sommertemperaturen hingegen deutlich niedriger als auf Island. Die See ist meist rau, vor allem wegen der festlandfernen Lage im südlichen Indischen Ozean und der beständig wehenden Westwinde der Roaring Forties. Die häufigen Niederschläge liefern übers Jahr im Durchschnitt nur 708 mm, einen im Vergleich eher niedrigen Wert.
Die auffälligste Wettererscheinung ist der ständig wehende Wind. Die durchschnittliche Windgeschwindigkeit beträgt ca. 35 km/h, bei Sturm werden Geschwindigkeiten von mehr als 200 km/h erreicht. An etwa 150 Tagen im Jahr herrscht Sturm und an 41 Tagen im Jahr ziehen Orkane über die Inseln.
Das Klima ist milder und weniger rau geworden als zur Zeit der Entdeckungsfahrten im 18. Jahrhundert. Heute lassen sich vor der Küste des Archipels nur noch selten Eisberge beobachten und der vor etwa dreißig Jahren einsetzende Rückgang der Vergletscherung hat Regionen der Inseln zugänglich gemacht, in die man noch in den 1960er Jahren wegen Dauervereisung einzelner Bergpässe nicht gelangen konnte.

## Fauna

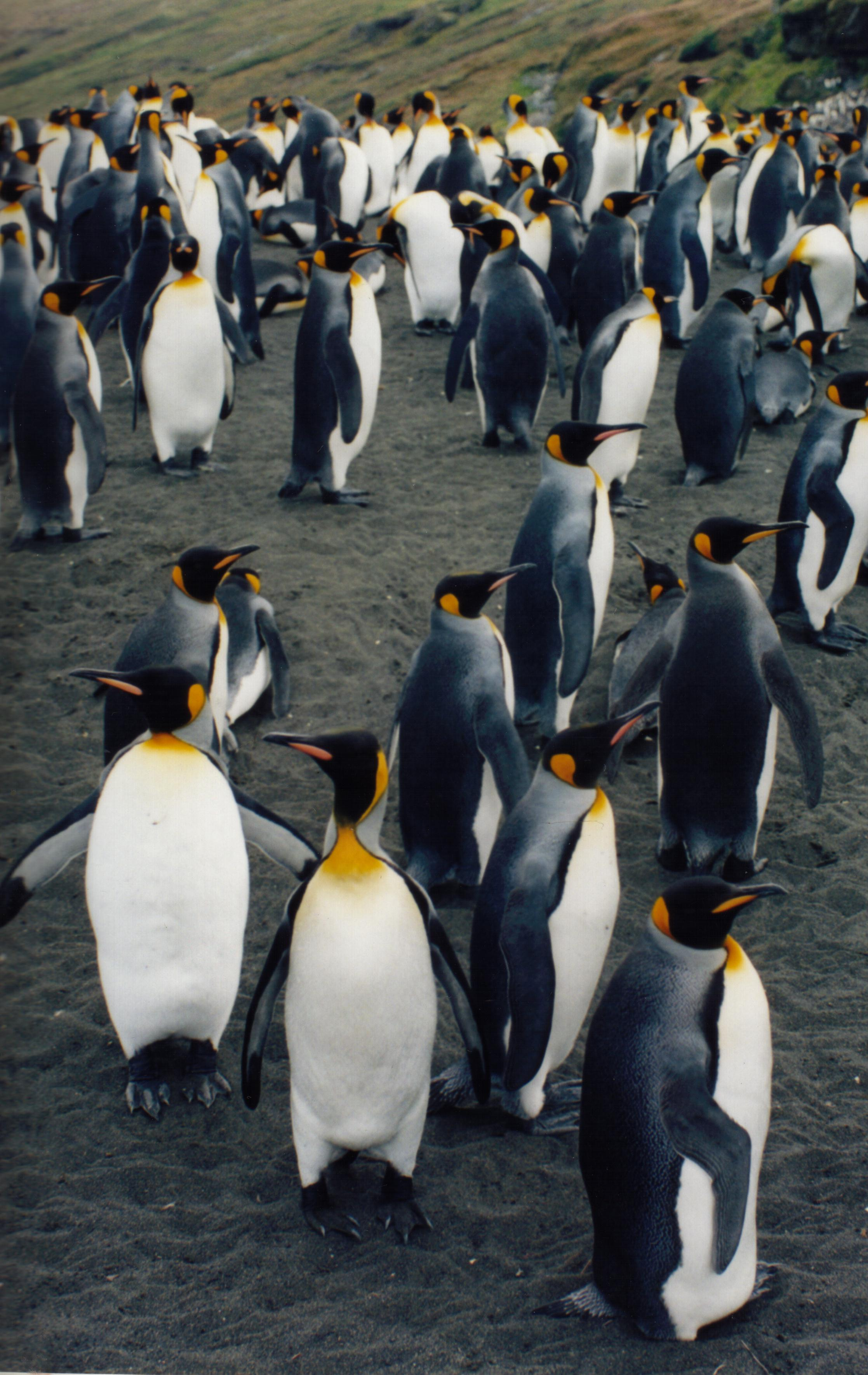
Königspinguine (Aptenodytes patagonicus)

Seit den ersten Kerguelen-Expeditionen hat der Mensch das fragile Ökosystem des Archipels stark beeinflusst. Intensive Bejagung ließ den Bestand der Robben und Pinguine einbrechen. Erst mit der Einschränkung der unregulierten Fangaktionen im 20. Jahrhundert konnten sich die Populationen regenerieren. Für sie gelten heute strenge Schutzbestimmungen.
Kerguelen ist von einer reichhaltigen und vielfältigen Vogelpopulation besiedelt. Darunter finden sich vor allem Pinguine, Sturmvögel, Albatrosse, Skuas und Kormoranarten wie die Kerguelenscharbe oder Seeschwalben wie die Kerguelenseeschwalbe. Eine ornithologische Besonderheit ist die auf den Kerguelen-Inseln endemische Kerguelenente (Anas eatoni eatoni). Der Vogelbestand wird auf etwa 10 bis 20 Millionen Tiere geschätzt, von denen rund 18 Prozent Pinguine sind.

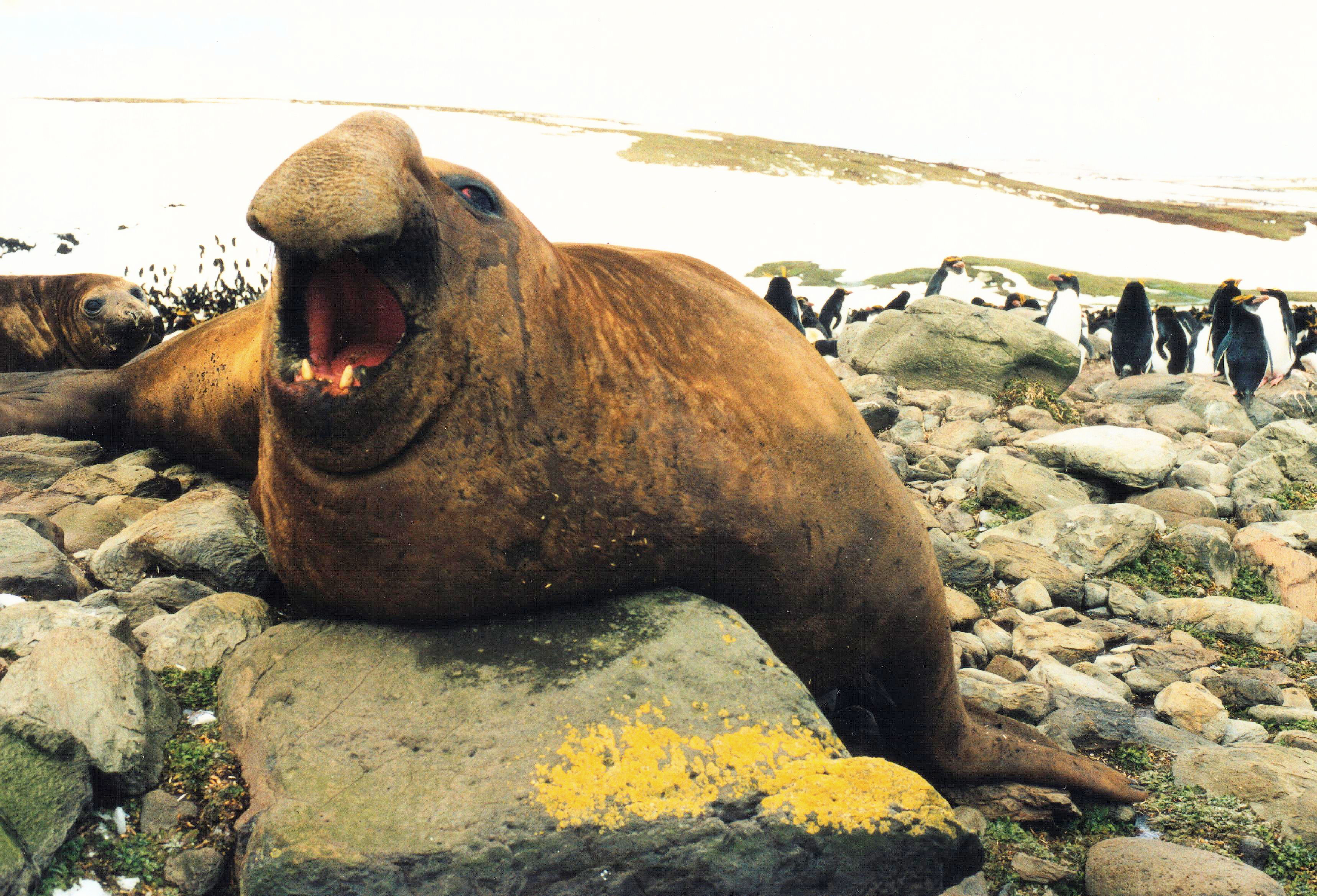
See-Elefant auf Kerguelen

Große Königspinguinkolonien nisten an den flachen Küstenabschnitten der Inselgruppe wie in der Baie Larose oder auf der Halbinsel Courbet am Cap Ratmanoff. Andere Arten wie die Goldschopfpinguine oder Felsenpinguine leben an den Berghängen oder in Felshöhlen in Meeresnähe.
Unter den Säugetieren, die die Küsten des Archipels bevölkern, fallen vor allem die See-Elefanten und weitere Robbenarten auf. Die See-Elefanten finden sich im Südsommer zur Fortpflanzung an den Stränden ein. Dabei kommt es unter den Männchen oft zu Kämpfen um die Weibchen. Außer ihnen leben in den Küstengewässern noch andere antarktische Robben, z. B. Seeleoparden.
Unter den Walen in den umgebenden Seegewässern dominieren die Finnwale, Pottwale, Schwertwale und Delfine, darunter die endemische Unterart des Commerson-Delfins (Cephalorhynchus commersonii kerguelenensis), die 8500 Kilometer von dem Verbreitungsgebiet der Nominatform bei Südamerika entfernt lebt und mit nur wenigen Individuen als stark gefährdet gilt.
Von den 23 auf den Inseln endemischen Insektenarten sind 19 flugunfähig oder sogar flügellos, neben den Fliegen etwa auch eine Schmetterlingsart. Auch neu eingewanderte bzw. eingeschleppte Arten, wie eine Schmeißfliegen-Art, zeigen eine entsprechende Tendenz.
Seit der Entdeckung des Kerguelen-Archipels wurden dort fremde Tierarten eingeführt. Walfänger brachten im 19. Jahrhundert viele Haustiere wie Katzen oder Kaninchen mit. Letztere haben sich den örtlichen Verhältnissen angepasst und ernähren sich im Winter ausschließlich von angespültem Tang. Erste Schafzuchtversuche misslangen zwar, doch seit den 1950er Jahren konnten erste Erfolge erzielt werden. Neben den Schafen wurden auch Rentiere aus Lappland eingeführt. Besonders die Katzen, deren Population auf rund 15.000 Tiere geschätzt wird, gefährden den Bestand der einheimischen Vögel.

## Flora
Baumfreies, tundrenartiges subpolares Grasland und Moore (jedoch keine „echte“ Tundra auf Dauerfrostboden) bestimmen die Vegetation auf dem Kerguelen-Archipel. Die ungünstigen klimatischen Bedingungen, besonders die häufigen starken Stürme, erlauben lediglich das Gedeihen von Zwergsträuchern in besonders windgeschützten Lagen. Bäume kommen nicht vor. Hauptsächlich dichte, niedrige Grasflächen bedecken die Küstengebiete bis auf etwa 50 m über dem Meeresspiegel. In höheren Lagen bestimmen verstreute, mit Moosen und Flechten bedeckte Tuffsedimentflächen das Landschaftsbild. Diese subantarktischen Wiesen weichen mit einem milderen Klima und fehlenden Permafrostböden deutlich vom typischen Tundrenklima ab, obwohl die Vegetation durchaus tundraähnlichen Charakter hat. Die Zuordnung der Vegetation ist daher in der Literatur uneinheitlich.

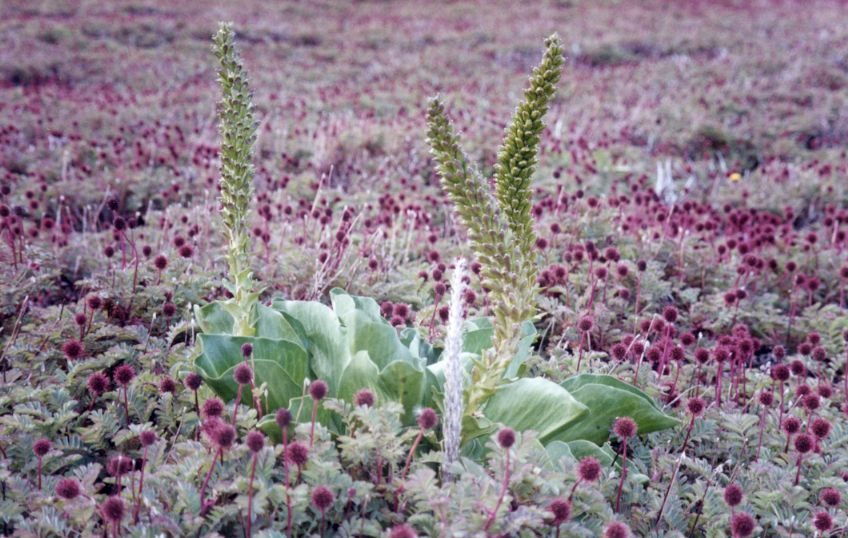
Kerguelenkohl mit Acaena

Mehr als 150 verschiedene Arten von Flechten, von denen etwa 60 endemisch sind, sind die häufigsten auf den Inseln anzutreffenden Florenelemente. In flachem Gelände oder in der Nähe von Bachläufen sind die Böden oft feucht und sumpfig. Dort wird die Vegetation von torfartigen Moosflächen dominiert. Die Moose bilden oft in sich geschlossene, gedrängte Oberflächen und bedecken bisweilen sehr lockeres, abschüssiges Terrain. Dieses birgt für den Wanderer Gefahren, denn er kann in die darunter verborgenen Wasserlachen mitunter bis zur Taille einsinken.
Sehr verbreitete Pflanzen sind Stachelnüsschen (Acaena) und Azorella selago. Azorella selago ist wie die auf Kerguelen endemische Lyallia kerguelensis (Montiaceae) eine polsterartige Geflechte bildende Pflanze. Die Azorellapolster können eine Dicke von einem Meter erreichen und sind hauptsächlich als zusammenhängendes, netzartiges Geflecht anzutreffen. Es ist sehr schwierig, auf dieser weichen, lockeren Vegetation zu gehen, ohne abzurutschen. Für die vielen Meeresvögel dagegen sind die Polster ideal zum Graben von Nestbauten, da sie das Gelege schützend umgeben.
Eine bemerkenswerte Pflanze ist der auf den Inseln gedeihende Kerguelenkohl (Pringlea antiscorbutica), dessen wissenschaftlicher Name auf seine Verwendung hinweist; mit seinem Verzehr schützten sich in früheren Zeiten die Seeleute gegen Skorbut, denn die Pflanze enthält viel Ascorbinsäure. Die Einführung von Landsäugern hat ernsthafte Konsequenzen für die Vegetation nach sich gezogen, denn Mäuse und Kaninchen reduzierten die einst großen Bestände des heimischen Kerguelenkohls, und weil sie sogar die Samenkörner verzehren, kann er sich nur schlecht natürlich regenerieren. In den von Kaninchen bevölkerten Regionen ist zudem der Löwenzahn eine häufig anzutreffende Pflanze, von der nicht bekannt ist, dass sie vor dem Einschleppen der Kaninchen eine nennenswerte Verbreitung auf Kerguelen hatte.
Im Gegensatz zur kärglichen Vegetation an Land gedeiht die marine Flora in den die Inseln umgebenden Gewässern eher üppig. Unter ihr fallen besonders die gigantischen Braunalgen Macrocystis (Macrocystis pyrifera) auf sowie die Durvillaea antarctica, die scheinbar undurchdringliche Algenteppiche bildet und große Teile der felsigen Küste bedeckt.

## Geschichte

### 18. Jahrhundert

#### Yves Joseph de Kerguelen de Trémarec

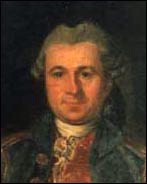
Yves Joseph de Kerguelen de Trémarec

Der französische Seefahrer Konteradmiral Yves Joseph de Kerguelen de Trémarec (1734–1797) entdeckte Kerguelen am 12. Februar 1772 auf seiner ersten Reise. Es war die zweite große französische Expedition in den Indischen Ozean; bereits am 25. Januar 1772 war, vom Sturm abgetrieben, Marc-Joseph Marion du Fresne (1724–1772) auf den benachbarten Crozetinseln gelandet.
König Ludwig XV. hatte de Kerguelen beauftragt, den unbekannten Südkontinent Terra Australis zu finden und Beziehungen zu dessen vermeintlichen Bewohnern aufzunehmen. De Kerguelen begann seine Expedition auf der Insel Île-de-France, dem heutigen Mauritius, von wo aus er mit den Schiffen Fortune und Gros Ventre am 16. Januar 1772 in See stach. Eine sichere Landung an der stürmischen Westküste der nur schwer zugänglichen Kerguelen-Inseln erschien unmöglich. De Boiguehenneuc, dem Offizier der Gros Ventre, gelang es jedoch, an der Südwestspitze der Hauptinsel (in der Bucht Anse du Gros Ventre) an Land zu gehen und es in Besitz zu nehmen. Unter den extremen Wetterverhältnissen des Archipels verloren die Schiffe schließlich den Sichtkontakt und wurden getrennt. Am 27. März 1772 erreichte de Kerguelen, lange noch vor der Rückkehr der Gros Ventre, wieder französischen Boden.
De Kerguelen nannte, in der Überzeugung, er habe den lange gesuchten Südkontinent entdeckt, die Inseln La France Australe (deutsch Frankreich des Südens). Da er es dem König als ein reiches, dicht bevölkertes Land beschrieb, wurde ihm schließlich der Auftrag für eine zweite Mission erteilt, die er am 26. März 1773 antrat. Diesmal reiste de Kerguelen mit drei Schiffen, der Roland, der Oiseau und der Dauphine nach Austral-Frankreich, die am 28. Oktober 1773 schließlich den Hafen auf Réunion verließen, um ihr eigentliches Ziel anzusteuern.
Am 30. Januar 1774 gelang es dem Leutnant de Rochegude, in der Baie de l’Oiseau (benannt nach dessen Schiff) an Land zu gehen. Die ungünstigen klimatischen Bedingungen, Skorbut und Todesfälle zwangen de Kerguelen schließlich, die Rückreise anzutreten, ohne dass er die später nach ihm benannten Inseln je betreten hätte. Am 7. September 1774 erreichten die Schiffe wieder Frankreich. De Kerguelen wurde wegen unterlassener Hilfeleistung und aufgrund der unrentablen Expeditionsergebnisse 1776 von einem Militärgericht verurteilt und verbrachte seitdem mehrere Jahre mit Unterbrechungen im Gefängnis. Er starb 1797 in Paris.

#### James Cook

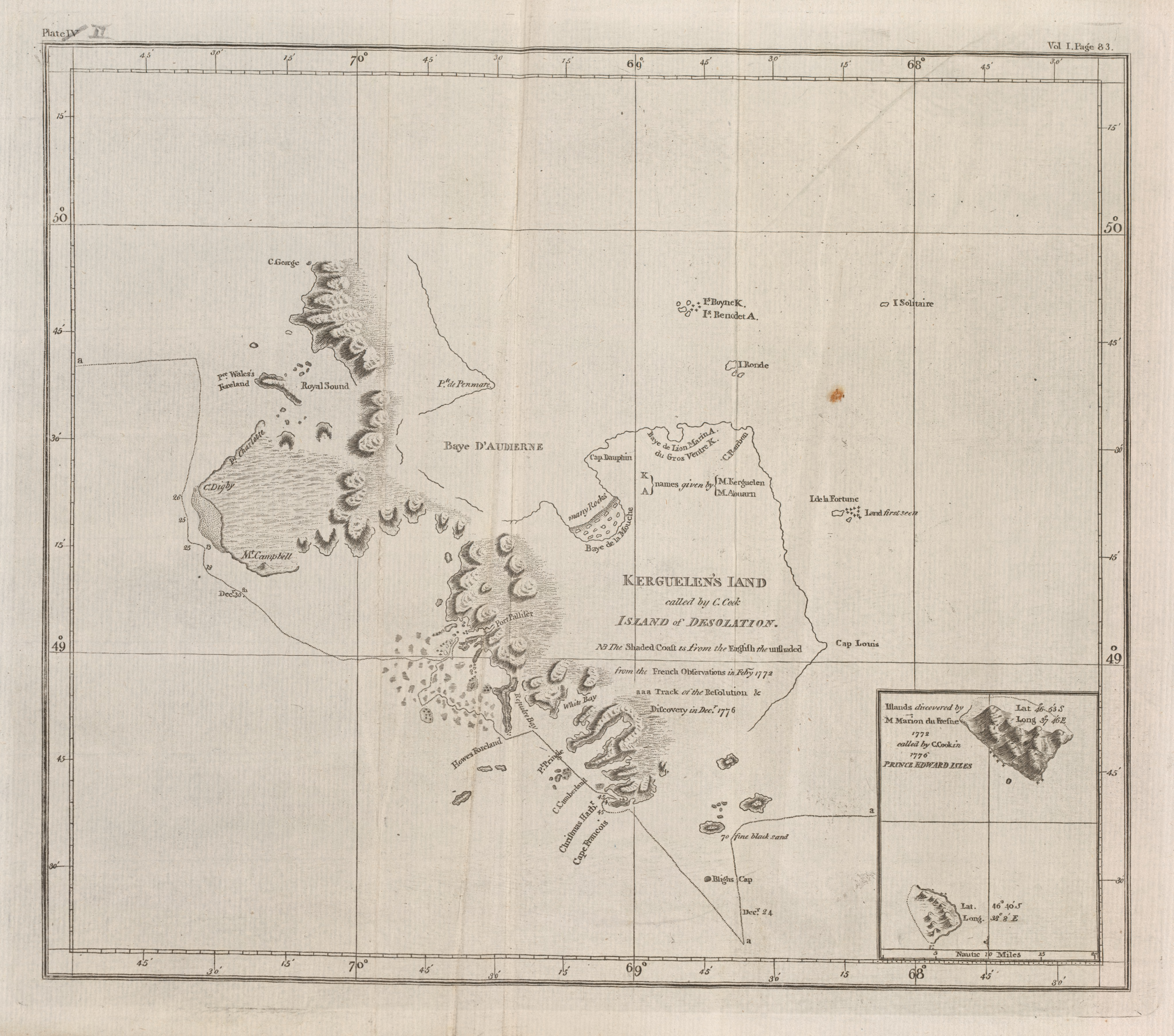
Karte der Nordküste von Kerguelen (1784)

James Cook (1728–1779) erkundete auf seiner zweiten Südseeexpedition mit den Schiffen Resolution und Adventure auch den südlichen Indischen Ozean und konnte die Theorie der Existenz eines bewohnbaren Südkontinents endgültig widerlegen. Der deutsche Naturforscher, Ethnologe und Reiseschriftsteller Georg Forster (1754–1794) begleitete Cook mit seinem Vater Johann Reinhold Forster (1729–1798) an Bord der Resolution auf dieser Weltumsegelung. Ziel dieser Expedition waren unter anderem auch die neu entdeckten Inseln der subantarktischen Gewässer. Allerdings verfehlten die Schiffe Kerguelen in den widrigen Wetterverhältnissen, sie wurden im dichten Nebel getrennt und setzten die Reise Richtung Neuseeland fort. Exemplarisch dazu die folgenden Reisetagebucheinträge:

„am 2. Mißlungener Versuch des Herrn von Kerguelens Eiland, in 48° 36′ südl. Breite und 60° ± östl. Länge aufzusuchen.“

„am 8. die Adventure trennte sich, während eines Nebels, zum erstenmal, von uns.“

Cooks dritte Reise mit den Schiffen Resolution und Discovery führte erneut über den südlichen Indischen Ozean und steuerte ausgehend vom Kap der Guten Hoffnung über die Prinz-Edward-Inseln und Crozetinseln die Kerguelen-Inseln an, wo Cook am 25. Dezember 1776 in der Baie de l’Oiseau vor Anker ging. Seinen Landeplatz benannte er nach dem Ankunftstag: Port-Christmas. Cook bezeichnete den Archipel als die Inseln der Trostlosigkeit (Islands of Desolation), gab ihnen aber endgültig den Namen ihres Entdeckers:

“I could have very properly called the island Desolation Island to signalise its sterility, but in order not to deprive M. de Kerguelen of the glory of having discovered it, I have called it Kerguelen Land.”

Die Reise in das Südmeer diente vor allem wissenschaftlichen Zwecken. So wurden große Teile der Insel kartografiert und mindestens zwanzig einheimische Pflanzenarten entdeckt und erfasst.
1799 erkundete Robert Rhodes im Auftrag der British East India Company an Bord des Robbenfängers Hillsborough acht Monate lang die Nordostküste Kerguelens; er lieferte ergänzende und umfassende Aufzeichnungen und detailgenaue Karten zu den Küstengebieten der Inseln.

### 19. Jahrhundert

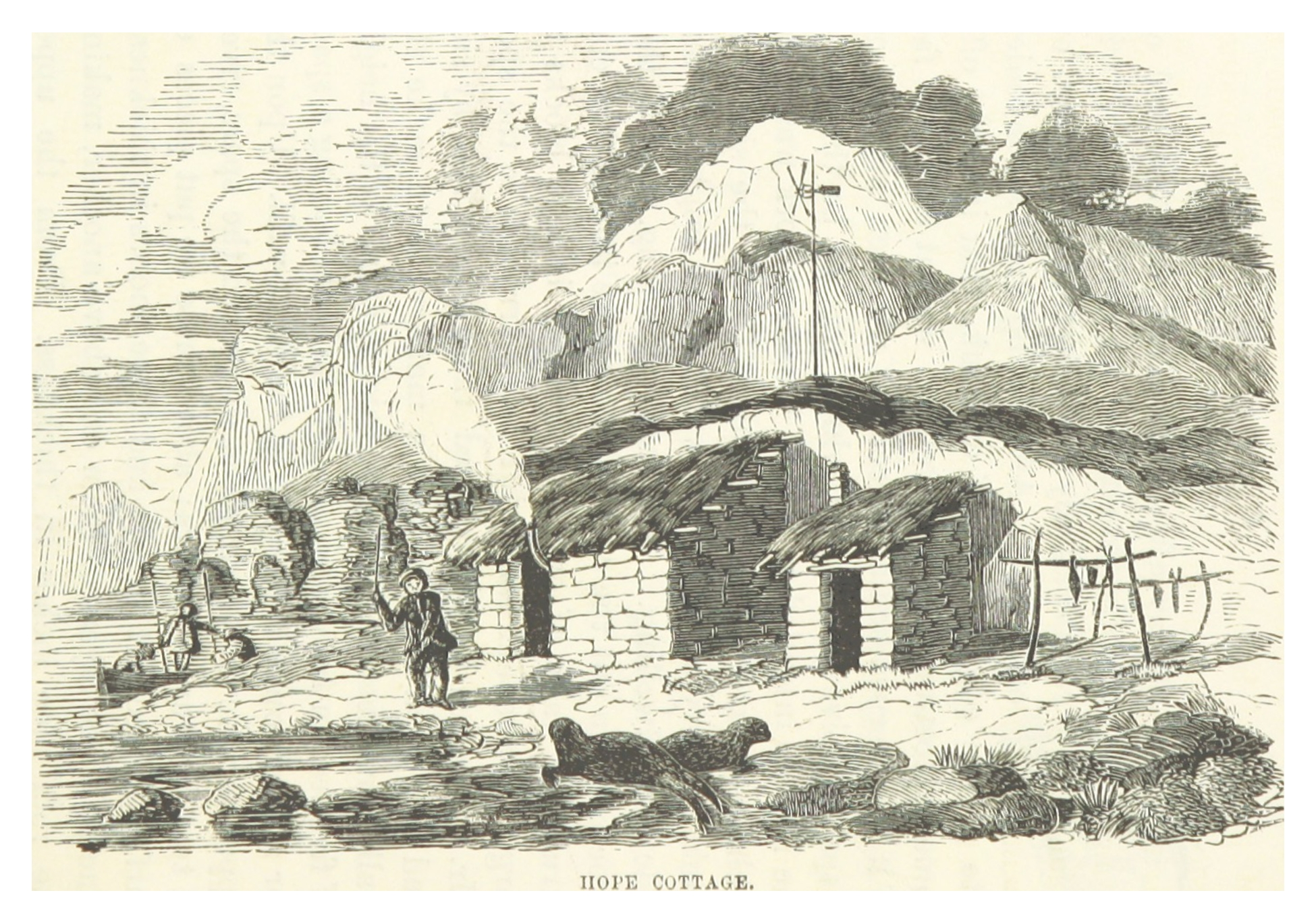
Kupferstich von Hope Cottage, der Unterkunft der Schiffbrüchigen um John Nunn (1825–1827)

Nach der Entdeckung des Kerguelen-Archipels trafen die ersten Wal- und Robbenfänger ein, um sich die reichen Fanggebiete zu sichern. Bereits 1791/92 landeten die ersten amerikanischen Walfänger mit den Schiffen Alliance, Asia und Hunter auf den Inseln, blieben aber nur wenige Monate, um Pelzrobben zu jagen. 1804/05 folgten ihnen britische Robbenfänger und dezimierten die Population derart, dass bereits 1817 die Besatzung des britischen Seglers Beagle nur noch vier lebende Tiere vorfinden konnte.

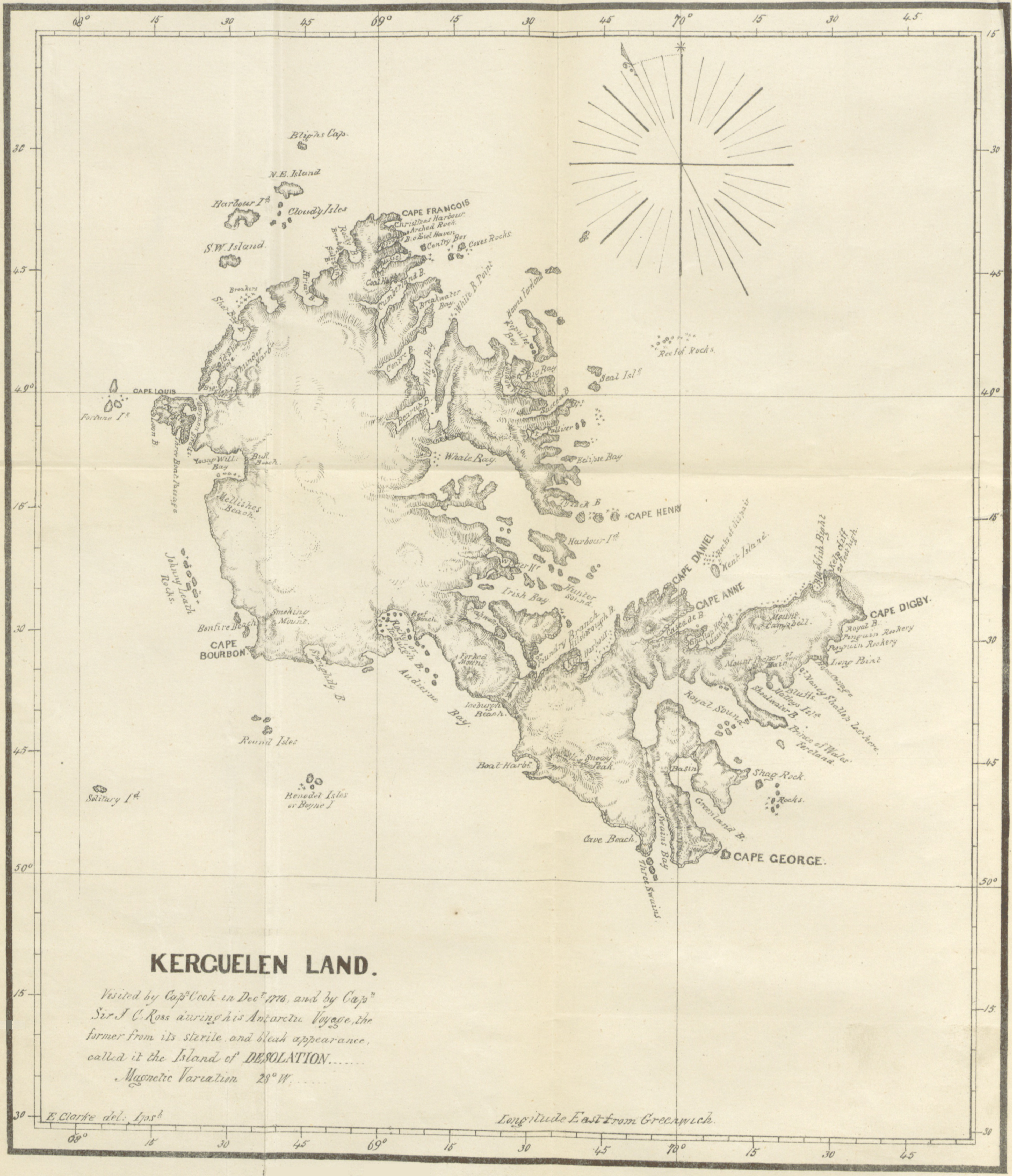
Karte von Kerguelen nach John Nunn

Vier Überlebende des englischen Walfangschiffs Favorite verbrachten vom Sommer 1825 beginnend 27 Monate an wechselnden Plätzen auf der Hauptinsel, bis sie von der Mannschaft des Walfängers Sprightly entdeckt und gerettet wurden. Der vom Anführer der Schiffbrüchigen, John Nunn, verfasste Bericht über den Aufenthalt auf der Insel wurde als bebildertes Buch 1850 publiziert. Dem Buch lag eine verbesserte Karte des Kerguelen-Archipels bei.
1997 gab die Verwaltung der TAAF eine 20-Francs-Briefmarke heraus, um des Wracks und des Baus der Unterkunft der Schiffbrüchigen zu gedenken. Das Hauptquartier der Schiffbrüchigen lag an der Pointe Charlotte (Koordinaten: 49,29995° S, 70,53223° O).
Tran, der vornehmlich aus dem Fettgewebe von Meeressäugern gewonnen wurde, war bis zur Verwendung von Petroleum ein wichtiger Rohstoff zur Herstellung von Lampenöl und Schmierstoffen. Nachdem die Trangewinnung aus Walspeck nicht die erhoffte Menge erbrachte, spezialisierte man sich auf den Blubber von See-Elefanten. Der britische Walfänger George Howe gewann 1835–1840 etwa 3000 Barrel des wertvollen Öls, 1838–1840 konnten gar 3700 Barrel von amerikanischen Fängern verarbeitet werden. Zum Erhitzen des Trans wurden Pinguine oder deren Federn verfeuert.
Die harten Lebensbedingungen dieser frühen Wal- und Robbenfänger forderten zahlreiche Opfer unter den Seeleuten. Viele der Gräber sind heute nicht mehr erhalten oder unauffindbar. In der Baie Norvégienne liegt auf einer Landzunge die letzte Ruhestätte des Kapitäns der Duke of Portland, John Matley († 1810), der eines natürlichen Todes starb.
1840 landete James Clark Ross mit den Schiffen Erebus und Terror auf dem Kerguelen-Archipel. Auch er ging in der Baie de l’Oiseau vor Anker und blieb vom 5. Mai bis zum 29. Juli 1840 auf der Insel.

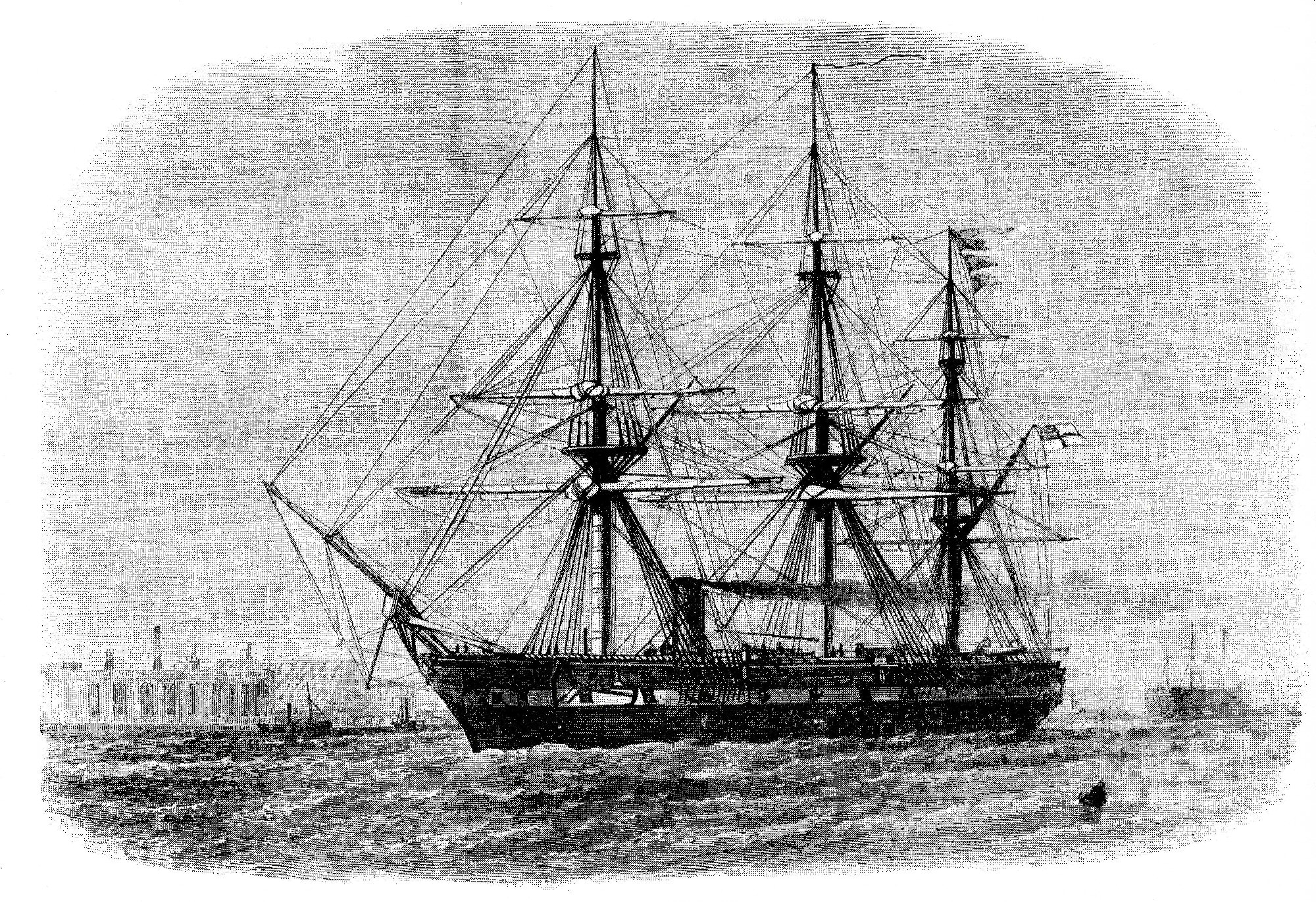
HMS Challenger

1874/75 besuchten vermehrt Forschungsschiffe die Inseln, um den Venustransit am 9. Dezember 1874 beobachten zu können, der den Wissenschaftlern die seltene Gelegenheit bot, die genaue Entfernung der Erde zur Sonne zu berechnen. In diese Zeit fällt die Errichtung mehrerer Observatorien. Eine amerikanische Expedition unter dem Kommando von G. P. Ryan errichtete am 7. September 1874 ein kleines Observatorium an der Pointe Molloy im Südwesten der Halbinsel Courbet. Eine mit dem Kriegsschiff Gazelle unter Georg Gustav Freiherr von Schleinitz (1834–1910) auf die Insel gebrachte deutsche Forschergruppe gründete einen astronomischen und geomagnetischen Beobachtungsstützpunkt in der Anse Betsy (Nordwestküste der Halbinsel Courbet) am 26. Oktober 1874.
Vom 7. bis 31. Januar 1874 führte die britische Challenger-Expedition mit dem namengebenden Dampfschiff unter dem Kommando von Kapitän George Nares (1831–1915) umfassende ozeanografische Forschungs- und Beobachtungsarbeiten unter anderem auch auf Kerguelen durch. Die wissenschaftliche Leitung der Expedition übernahm der Zoologieprofessor Charles Wyville Thomson (1830–1882).
1877 wurde versucht, die auf der Insel vorhandenen Kohlevorkommen abzubauen, was aber wegen der schlechten Qualität der Kohle aufgegeben wurde.
Die häufige Präsenz von Wal- und Robbenfangunternehmen britischer, amerikanischer und australischer Nationalität unterminierte die französischen Besitzansprüche auf Kerguelen, die sich mit der 1772 erfolgten Erstentdeckung der Inseln begründen ließen. Um die Territorialansprüche zu untermauern, ordnete die französische Regierung die offizielle Inbesitznahme von Kerguelen an, die durch eine Expedition an Bord der L’Eure in der Baie de l’Oiseau am 1. Januar 1893 vollzogen wurde. Am 7. Januar gab es eine zweite Zeremonie, bei der man zudem einen Versorgungspunkt für Schiffbrüchige einrichtete.

### 20. Jahrhundert

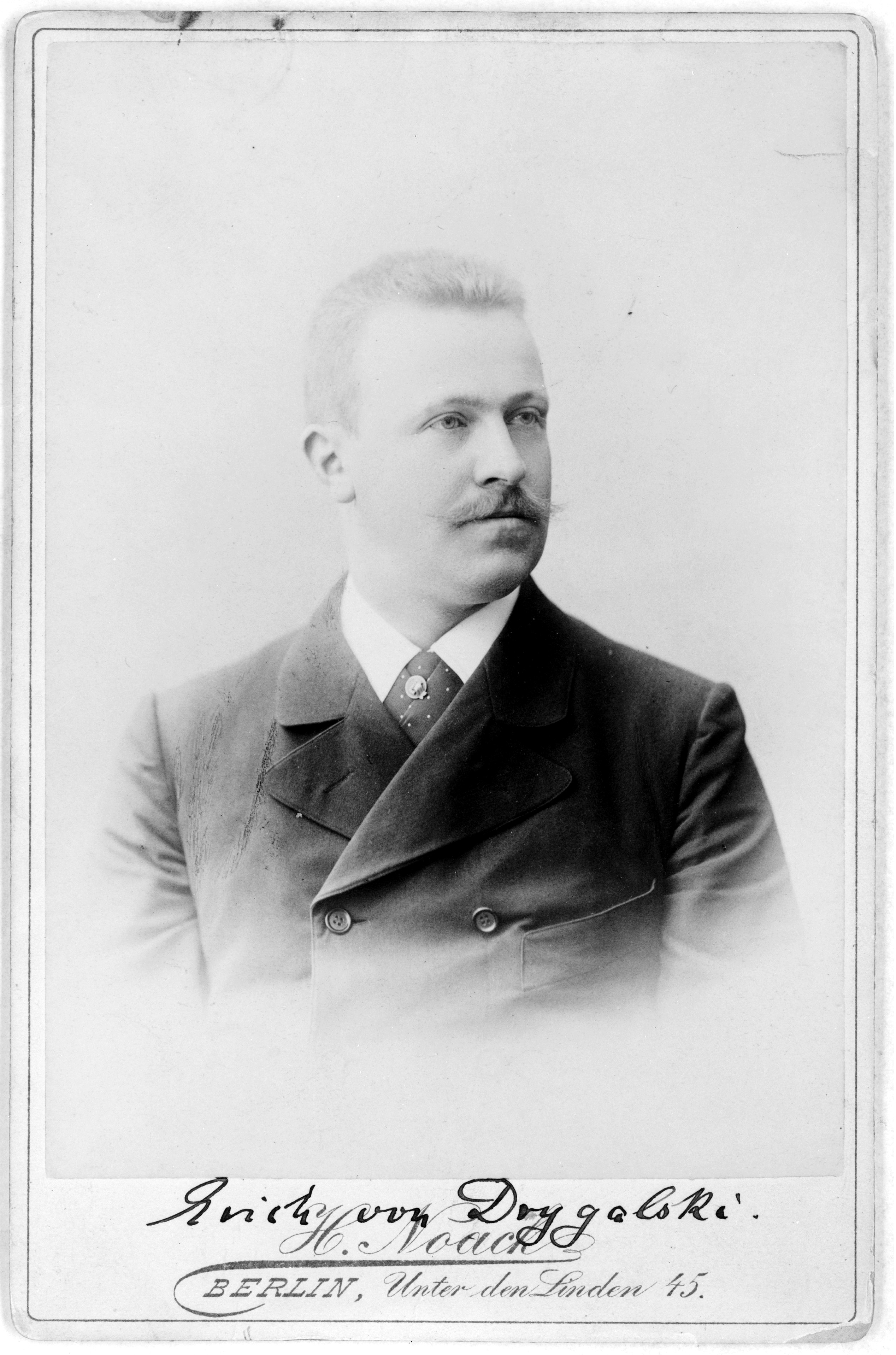
Erich von Drygalski

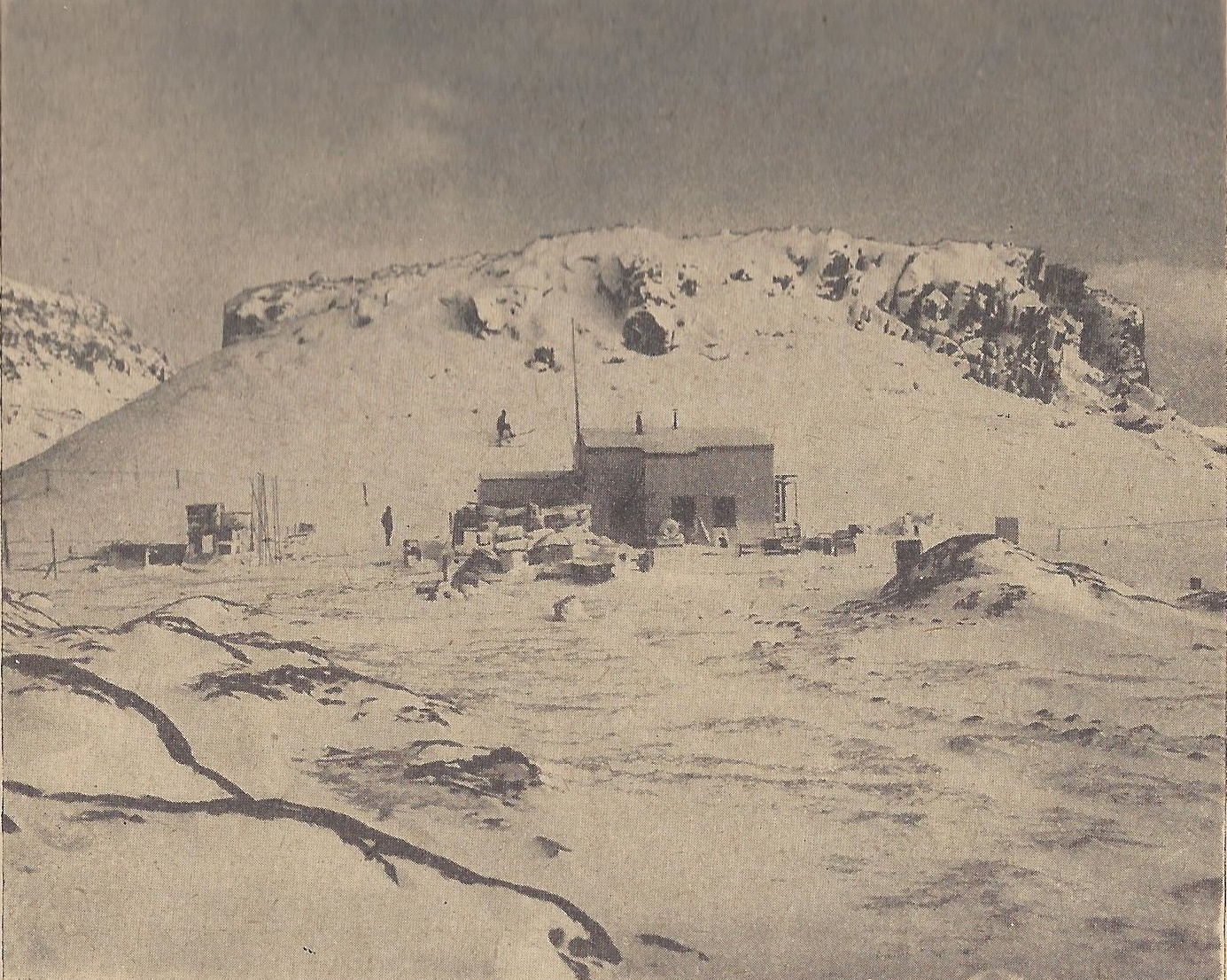
Wohnhaus der deutschen Expedition

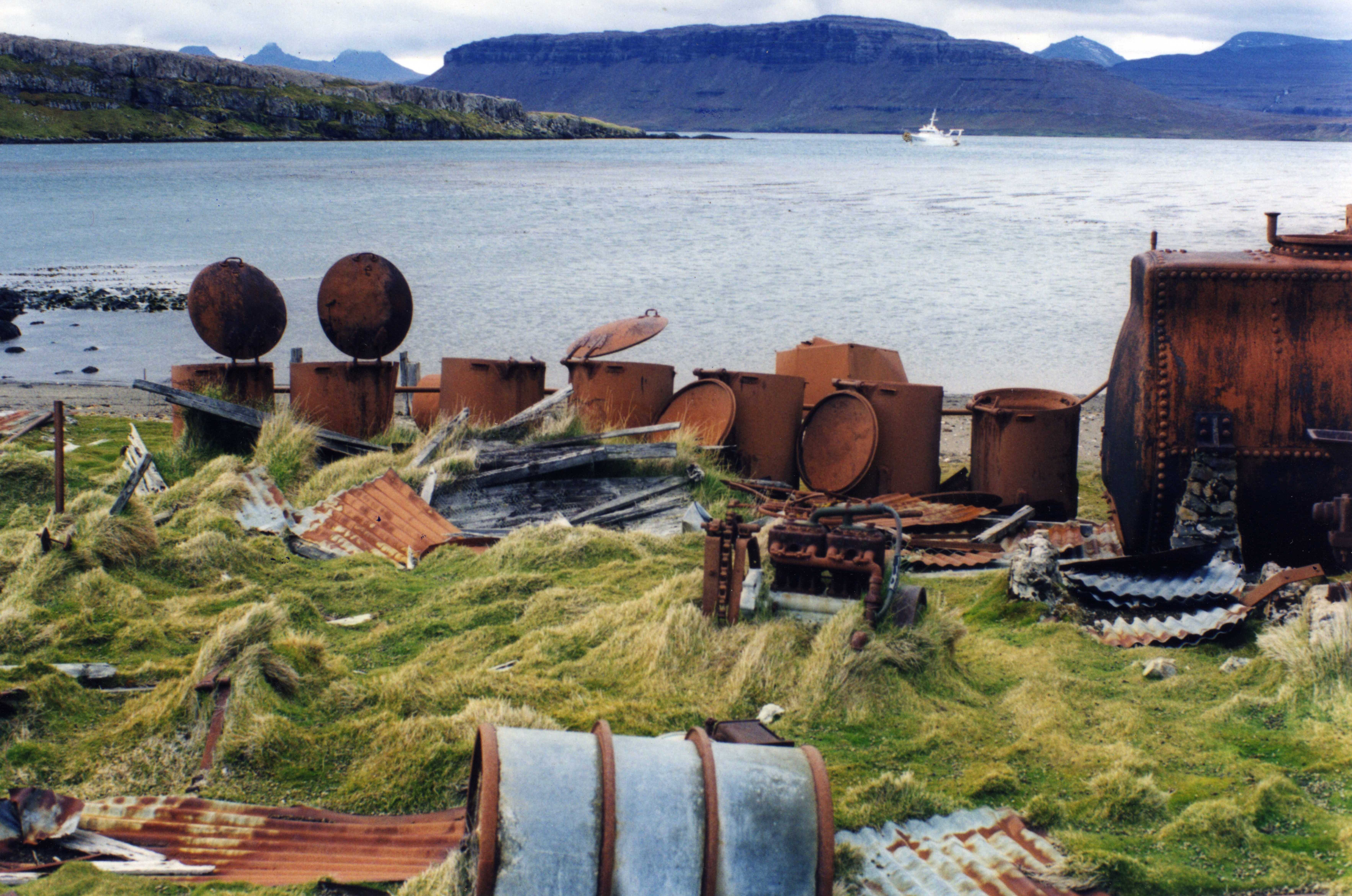
Reste von Bottichen und Kesseln zur Trangewinnung in Port-Couvreux

1901–1903 waren die Inseln ein Ziel der Gauß. Die Besatzung des Schiffs der deutschen Antarktis-Expedition unter Erich von Drygalski (1865–1949) errichtete eine geomagnetische und meteorologische Beobachtungsstation in der Baie de l’Observatoire (deutsch Beobachtungsbucht). Die Station entstand teilweise aus den Balken und Brettern der zerfallenen Schutzhütte der englischen Forschergruppe, die den Venustransit von 1874 beobachtet hatte.
Deren Leitung übernahm der deutsche Bergsteiger, Meteorologe und Expeditionsteilnehmer Josef Enzensperger (1873–1903), der in seinem Kerguelen-Tagebuch die teils harten Lebensbedingungen, widrigen Witterungsverhältnisse und physischen Leiden der Forscher beschreibt. Ungeachtet der Strapazen findet er auch positive Worte für die einzigartige subantarktische Landschaft. Die Ankunft mit dem zweiten Schiff Tanglin, welches unabhängig von der Gauß unterwegs war, beschreibt er wie folgt:

„11. November [1901]. Es ist erreicht! Aber schwer haben wir es noch erkaufen müssen. Was wir an See am 7. dieses Monats sahen, ging ins Aschgraue, und alles, was auf dem Schiffe fuhr, meinte, solches nie gesehen zu haben. […] [D]iese unglaublichen Wellenberge! Ich maß solche von zwölf Metern Höhe. […] Dem Kapitän […] fiel wohl ein Stein vom Herzen, als aus dem dichten Nebel sich die Umrisse eines hohen Landes schälten, […] und bei prachtvollem Sonnenschein fuhren wir ein in eine wunderbar schöne Fjordlandschaft. 

[…] Der Kontrast zwischen den unzähligen Inseln, dem blauen Wasser, das in unendlich viel Armen tief ins Land dringt, den steilen Kuppen der Basaltberge und dem eisbedeckten Innern der Insel ist überwältigend schön. Schade, daß das im Durchschnitt abscheuliche Wetter so selten dies Bild rein zu genießen gestattet! […]“

Enzensperger starb am 2. Februar 1903 an Beriberi, einer Krankheit, die durch Vitamin-B1-Mangel ausgelöst wird. Sein heute unauffindbares Grab befand sich in der Nähe der ehemaligen Station.
Die Gebrüder Henry (1859–1941) und René Bossière (1857–1941) gründeten 1908 die Compagnie Générale des Îles Kerguelen, die zwischen 1908 und 1929 mit Unterbrechungen tätig war. Sie versuchten darüber hinaus, Schafe auf Kerguelen zu züchten, was jedoch an den für die Tiere ungünstigen klimatischen Verhältnissen scheiterte.
Die Kompanie gewährte der norwegischen Walfanggesellschaft A/S Kerguelen die Fangrechte auf den Inseln, die 1908 eine Wal- und Robbenfangstation in Port-Jeanne-d’Arc auf der gleichnamigen Halbinsel errichtete. Zwischen 1908 und 1911 wurden 442 Wale gefangen und lediglich 13.760 Barrel Öl gewonnen. Durch die Spezialisierung auf den Fang von See-Elefanten ließen sich höhere Erträge erzielen, und so konnten 1911/12 17.000 Barrel Öl produziert werden.
Große Verdienste um die wissenschaftliche Erforschung des Archipels erwarben sich die Brüder Henri und Raymond Rallier du Baty, die 1908/09 eine eigene Expedition mit dem Schiff J. B. Charcot zu den Kerguelen-Inseln leiteten. 1913/14 steuerte Raymond Rallier du Baty (1881–1978) mit der Curieuse die Inseln erneut an. Den eifrigen Brüdern verdankt man die ersten umfassenden Beschreibungen der Inselgruppe, denn sie sammelten wichtige und exakte hydrographische, geologische und geographische Daten, die wesentlich zur Veröffentlichung der ersten vollständigen Karte des Kerguelen-Archipels im Jahr 1922 beitrugen.
1929/30 reiste eine britisch-australisch-neuseeländische Expedition unter Sir Douglas Mawson (1882–1958) mit der RRS Discovery zu den Kerguelen-Inseln. Der Schweizer Edgar Aubert de la Rüe (1901–1991) eröffnete durch seine Forschungsreisen mit der Austral zwischen 1928 und 1952 der Wissenschaft neue Erkenntnisse über die Morphologie, Geologie, Flora und Fauna der Inseln und veröffentlichte die Ergebnisse in seiner Studie Etude Géologique et Géographique de l’Archipel des Kerguelen (1932).

#### Zweiter Weltkrieg

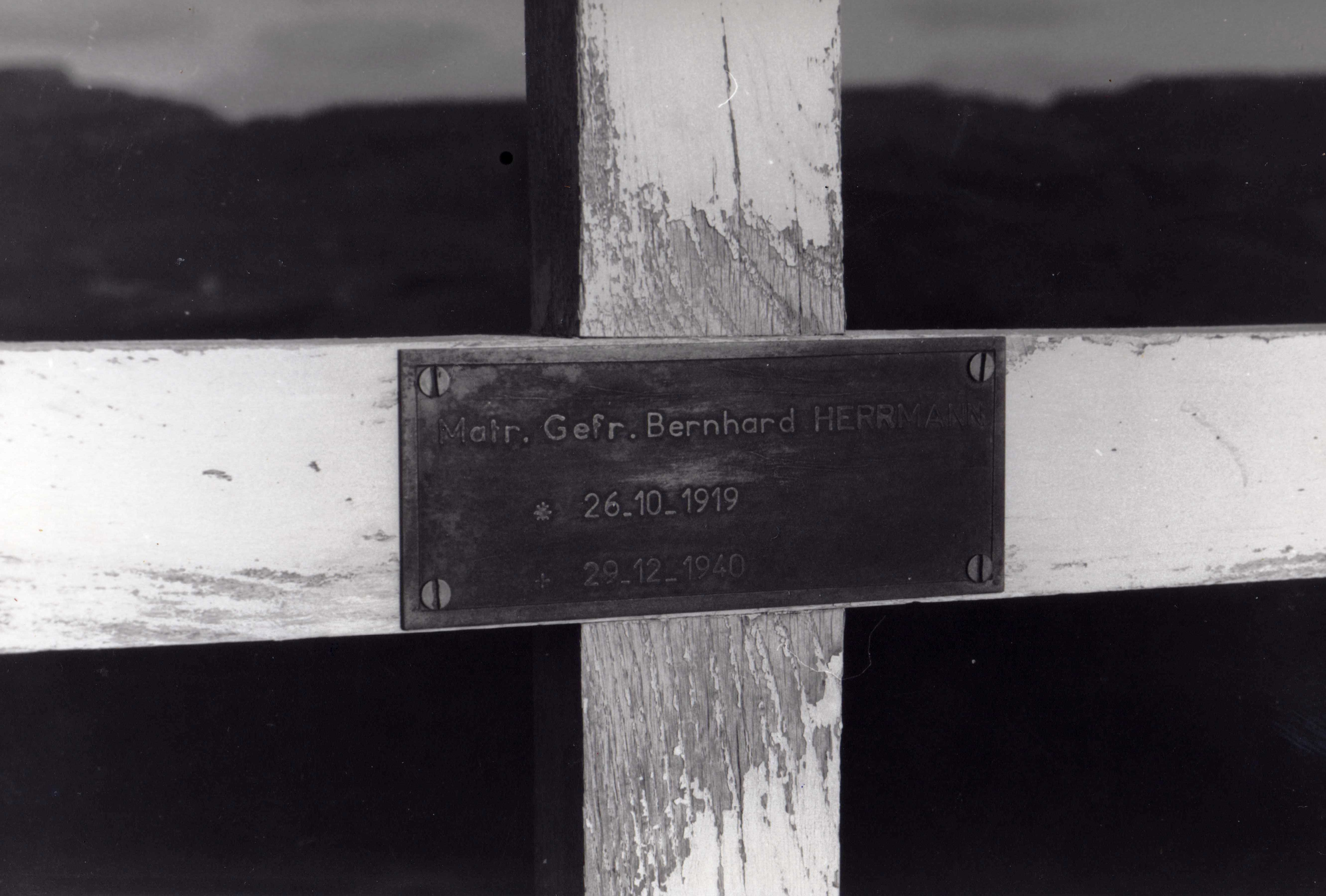
Grab des 1940 verunglückten deutschen Soldaten Bernhard Herrmann

Auch Kerguelen blieb von den Auswirkungen des Zweiten Weltkriegs nicht verschont. Die tief ins Inselinnere einschneidenden Fjorde und Buchten boten ideale Verstecke für deutsche Kriegsschiffe.
1940 steuerten die deutschen Hilfskreuzer Pinguin, Atlantis und Komet zu Versorgungszwecken und Instandsetzungsarbeiten Kerguelen an. Bei Ausbesserungen an der Atlantis verunglückte der Matrose Bernhard Herrmann (1919–1940) tödlich. Er wurde auf der Insel am Havre du Beau Temps (südlich der Presqu’île Bouquet de la Grye) beigesetzt. Seine Begräbnisstätte ist damit das südlichste deutsche Soldatengrab.
Die Möglichkeit, dass deutsche Unterseeboote auf Kerguelen stationiert werden könnten, veranlasste die Alliierten, mit der Australia einige der Ankerplätze zu verminen, was die Deutschen von der Insel fernhielt und ihre relative Unberührtheit bewahren konnte. Allerdings sind einige der Buchten noch heute für die Schifffahrt gefährlich.

#### Teil des französischen Überseeterritoriums

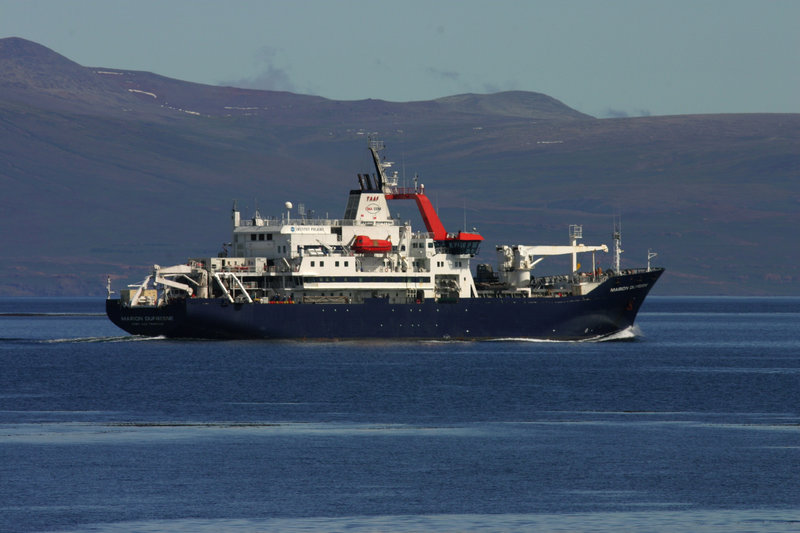
Marion Dufresne II

Von 1947 bis 1954 waren die Inseln regelmäßiges Ziel der Australian National Antarctic Research Expeditions (ANARE). Somit sah sich die französische Regierung genötigt, ihre ohnehin schon vorhandenen territorialen Ansprüche auf Kerguelen dauerhaft zu sichern.
Im Dezember 1949 errichteten die Franzosen unter Leitung von Pierre Sicaud (1911–1998) die permanente Forschungsstation in Port-aux-Français am Golfe du Morbihan. Wegen der enormen Distanz zu Frankreich war 1924 die Verwaltung der Inseln dem französischen Generalgouverneur auf Madagaskar übertragen worden. Bereits vor der Unabhängigkeit des südostafrikanischen Inselstaats im Jahre 1960 bildete Frankreich 1955 ein Überseeterritorium (Terres australes et antarctiques françaises), bestehend aus den Crozetinseln, der Île Saint-Paul, der Île Amsterdam, dem Kerguelen-Archipel und der Terre Adélie auf dem antarktischen Kontinent.
Den Hauptbestandteil der wissenschaftlichen Arbeiten auf Kerguelen bilden Untersuchungen zur Geologie, Vulkanologie, Seismologie, Petrologie, Meteorologie, Ozeanographie und Hydrographie sowie medizinische, biologische, zoologische und ichthyologische Forschungen.
Zusätzlich zur Marion Dufresne II als Haupttransport- und Versorgungsschiff nach Übersee dient den Wissenschaftlern ein kleineres Schiff des Institut Polaire Français Paul-Émile Victor (IPEV), die N.O. La Curieuse, zur logistischen Unterstützung der Forschungsprogramme an nur per Schiff erreichbaren Punkten des Archipels. Überdies bedient man sich Schlauchbooten, um geringere Entfernungen zu Wasser zurücklegen zu können. Neben Wissenschaftlern und Hilfskräften ist es auch einer bestimmten Anzahl von Touristen gestattet, die Fahrt der Marion Dufresne II unter anderem auch nach Kerguelen zu begleiten. Allerdings gestaltet sich diese Unternehmung als äußerst kostspielig und aufwändig, da das Schiff nur von Réunion aus die französischen Antarktisterritorien anläuft.
Zwischen 1963 und 1981 wurden von der Péninsule Courbet aus (genauer: 49° 22′ S, 70° 14′ O) Forschungsraketen gestartet, hauptsächlich sowjetische M-100 sowie Arcas, Dragon und Eridan. Zudem unterhält die französische Raumfahrtagentur Centre national d’études spatiales (CNES) seit 1992 auf Kerguelen eine Basis zum Empfang von Telemetriedaten der Ariane-Raketen, die vom Weltraumbahnhof Kourou (Französisch-Guayana) aus starten. Die Basis befindet sich etwa vier Kilometer von Port-aux-Français entfernt.

## Sonstiges
Die Kerguelen-Inseln sind der Ausgangspunkt der Forschungsreise in Jules Vernes Roman Die Eissphinx. Dabei handelt es sich um eine fiktive Reise in die antarktischen Gebiete. Der Roman ist eine Fortsetzung zu Edgar Allan Poes The Narrative of Arthur Gordon Pym of Nantucket.
Patrick O’Brian nutzt den von Cook für die Hauptinsel verwendeten Namen Desolation Island für sein gleichnamiges Buch (deutsch: Sturm in der Antarktis). Die Insel dient hier als Zufluchtsort für seinen fiktiven Charakter, Jack Aubrey, um sein Schiff instand zu setzen.
Im U-Boot-Thriller Kilo Class von Patrick Robinson kommen die Kerguelen-Inseln ebenfalls vor. Taiwan hat dort einen geheimen Stützpunkt, um an einer Atombombe zu bauen, mit der China in Schach gehalten werden soll.
Die Einhandseglerin Isabelle Autissier erlitt mit ihrer 18-Meter-Yacht Ecureuil Poitou-Charentes II bei der BOC-Challenge 1994–1995 etwa 1000 Seemeilen vom Kerguelen-Archipel entfernt Mastbruch, steuerte dann Port-aux-Français an und erhielt dort einen neuen Mast. Bei der Fortsetzung ihrer Fahrt verlor sie einige hundert Seemeilen weiter das Boot durch einen Rumpfschaden und musste per Hubschrauber gerettet werden.
Während der Einhand-Nonstop-Regatta Vendée Globe 2008/2009 brach auf dem Boot Temenos II des Schweizer Teilnehmers Dominique Wavre südlich des Kerguelen-Archipels die Kielaufhängung, so dass er am 13. Dezember 2008 das Rennen aufgeben musste und Port-aux-Français ansteuerte, um die Aufhängung provisorisch zu reparieren und wenigstens bis Australien aus eigener Kraft weitersegeln zu können. Am selben Tag stellte der zweite Schweizer Teilnehmer Bernard Stamm auf seinem Boot Cheminées Poujoulat eine Beschädigung der Ruderaufhängung fest, die ihn ebenfalls dazu zwang, Port-aux-Français anzulaufen. Beim Anlegen zog gerade eine Unwetterfront mit Sturmböen bis zu 60 Knoten über den Archipel hinweg und trieb das Boot auf die Felsen zu. Stamm rettete sich in die Rettungsinsel des Bootes, die Yacht schlug gegen die Felsen. Sie wurde am nächsten Tag schwer beschädigt geborgen. Der französische Teilnehmer Loïck Peyron erlitt zwei Tage zuvor – in Führung liegend – auf seinem Boot Gitana Eighty 650 Seemeilen westlich des Kerguelen-Archipels Mastbruch. Er entschied sich dafür, mit einem Notsegel bis Perth zu segeln, um dort eine Reparatur des Mastes zu versuchen, anstatt Port-aux-Français anzulaufen. Der Versuch misslang: Fünf Tage später musste er aufgeben.